# Narentabahn
| Glogošnica-Viadukt nahe dem Bahnhof Prenj südlich von Jablanica |                                                                                              |                                           |                                           |
| Narentabahn (noch ohne den erst 1942 eröffneten Abschnitt Metković–Ploče) und die Bahnstrecke Gabela–Zelenika |                                                                                              |                                           |                                           |
| Streckenlänge: | 1891: 177,1 km 1966: 191,1 km                                                                |                                           |                                           |
| Spurweite: | 760 mm (Bosnische Spur)                                                                      |                                           |                                           |
| Zahnstangensystem: | Abt (2 Lamellen)                                                                             |                                           |                                           |
| |                                                                                              |                                           |                                           |
| Minimaler Radius: | 125 m (Sarajevo–Konjic) 080 m (Konjic–Mostar) 100 m (Mostar–Metković) 250 m (Metković–Ploče) |                                           |                                           |
| Maximale Neigung: | 15 ‰ Adhäsion (bis 1935) 20 ‰ Adhäsion (ab 1935) 28 ‰ Adhäsion (ab 1954)60 ‰ Zahnstange      |                                           |                                           |
| Höchstgeschwindigkeit: zweiter Wert für Triebwagen | 40 / 60 km/h Adhäsion15 / 25 km/h Zahnstangenabschnitt                                       |                                           |                                           |
| Eröffnung |                                                                                              |                                           |                                           |
| Metković–Mostar | 14. Juni 1885 │ 042,4 km                                                                     |                                           |                                           |
| Mostar–Ostrožac | 22. August 1888 │ 065,9 km                                                                   |                                           |                                           |
| Ostrožac–Konjic | 10. November 1889 │ 013,0 km                                                                 |                                           |                                           |
| Sarajevo–Ilidža | 1. Mai 1890 │ 007,3 km                                                                       |                                           |                                           |
| Ilidža–Konjic | 1. August 1891 │ 048,5 km                                                                    |                                           |                                           |
| Ilidža–Ilidža Banja | 28. Juni 1892 │ 001,3 km                                                                     |                                           |                                           |
| Raštelica–Bradina 15 ‰ Adhäsion | 10. April 1931 │ 007,4 km                                                                    |                                           |                                           |
| Pazarić–Tarčin 20 ‰ Adhäsion | 27. Oktober 1935 │ 006,7 km                                                                  |                                           |                                           |
| Metković–Ploče | 25. November 1942 │ 021,5 km                                                                 |                                           |                                           |
| Sarajevo–Sarajevo Novo | 20. Mai 1951 │ 001,2 km                                                                      |                                           |                                           |
| Konjic–Jablanica 28 ‰ Adhäsion | 28. April 1954 │ 021,6 km                                                                    |                                           |                                           |
| Stilllegung |                                                                                              |                                           |                                           |
| Raštelica–Bradina Ende Zahnradbetrieb | 9. April 1931 │ 007,9 km                                                                     |                                           |                                           |
| Pazarić–Tarčin Ende Zahnradbetrieb | 26. Oktober 1935 │ 005,6 km                                                                  |                                           |                                           |
| Konjic–Jablanica wegen Stausee | 27. April 1954 │ 030,9 km                                                                    |                                           |                                           |
| Ilidža–Ilidža Banja | 1957 │ 001,3 km                                                                              |                                           |                                           |
| Sarajevo–Čapljina Gabela–Ploče | 5. November 1966 │ 184,9 km                                                                  |                                           |                                           |
| Čapljina–Gabela | 30. Mai 1976 │ 005,0 km                                                                      |                                           |                                           |
| \| \| \| \| m. i. J. \| \| \| 3,5 \| Sarajevo Stadtbahnhof \| Sarajevo Stadtbahnhof \| \| \| 1,2 \| Sarajevo Novo (ab 1951) \| 538,9 \| \| \| \| Straßenbahn Sarajevo \| \| \| \| 0,0 177,1 \| Sarajevo \| 527,3 \| \| \| \| Bosnische Ostbahn nach Uvac und Vardište \| \| \| \| 174,2 \| Alipašin Most \| 512,3 \| \| \| \| 1435 mm nach Šamac und Ploče \| \| \| \| \| Bosnabahn nach Bosanski Brod \| \| \| \| \| Miljacka (45 m) \| \| \| \| \| Dobrinja (20 m) \| \| \| \| 169,7 0,0 \| Ilidža \| 496,8 \| \| \| \| Željeznica (60 m) \| \| \| \| 1,3 \| Ilidža Banja (Bad Ilidža) \| Ilidža Banja (Bad Ilidža) \| \| \| \| Bosna (45 m) \| \| \| \| \| 1435 mm von Sarajevo \| \| \| \| 165,6 \| Blažuj \| 503,1 \| \| \| \| Zujevina (25 m) \| \| \| \| \| 1435 mm nach Hadžići \| \| \| \| \| Zujevina (25 m) \| \| \| \| \| 1435 mm von Blažuj \| \| \| \| 159,0 \| Hadžići \| 557,6 \| \| \| \| 1435 mm nach Pazarić \| \| \| \| \| Zujevina (30 m) \| \| \| \| \| 1435 mm von Hadžići \| \| \| \| \| \| \| \| \| 152,1 153,2 \| Pazarić \| 644,2 \| \| \| \| Zujevina \| \| \| \| \| Beginn Zahnstange (bis 1935) \| \| \| \| \| 1435 mm nach Bradina \| \| \| \| \| \| 713,2 \| \| \| \| (342 m; ab 1935) \| 694,0 \| \| \| 149,2 \| Osenik (ab 1935) \| Osenik (ab 1935) \| \| \| \| \| \| \| \| \| Ende Zahnstange (bis 1935) \| \| \| \| \| \| \| \| \| 146,5 \| Tarčin \| 644,1 \| \| \| \| Korča (20 m) \| \| \| \| 142,4 141,9 \| Raštelica (bis 1931) \| 699,5 \| \| \| 140,7 \| Raštelica (ab 1931) \| 717,0 \| \| \| \| \| \| \| \| \| Beginn Zahnstange (bis 1931) \| \| \| \| \| 1435 mm von Pazarić \| \| \| \| \| Ende Zahnstange (bis 1931) \| \| \| \| 138,6 \| Ivan (bis 1931) \| 876,0 \| \| \| \| Ivan (bis 1931; 648 m) \| 876,9 \| \| \| \| Ivan (ab 1931; 3223 m) \| 759,5 \| \| \| \| Beginn Zahnstange (bis 1931) \| \| \| \| \| \| \| \| \| \| Ende Zahnstange (bis 1931) \| \| \| \| 134,5 \| Bradina \| 753,7 \| \| \| \| 1435 mm nach Konjic \| \| \| \| \| Beginn Zahnstange \| \| \| \| \| (103 m) \| \| \| \| \| (193 m) \| \| \| \| \| Luka (55 m) \| \| \| \| \| (112 m) \| \| \| \| \| (128 m) \| \| \| \| \| Ende Zahnstange \| \| \| \| 129,9 \| Brđani pod Ivanom \| 528,6 \| \| \| \| Beginn Zahnstange \| \| \| \| \| (151 m) \| \| \| \| \| (163 m) \| \| \| \| \| Ende Zahnstange \| \| \| \| 126,3 \| Podorašac \| 361,4 \| \| \| \| Beginn Zahnstange \| \| \| \| \| 1435 mm von Bradina \| \| \| \| \| Ende Zahnstange \| \| \| \| \| Trešanica (20 m) \| \| \| \| \| \| \| \| \| 121,2 111,9 \| Konjic (Konjica) \| 279,2 \| \| \| \| Neretva \| \| \| \| \| Jablanica-Stausee – Strecke überflutet \| \| \| \| \| 1435 mm nach Ostrožac \| \| \| \| 105,7 \| Čelebići (ab 1954) \| 278,5 \| \| \| 111,9 \| Lisičići (bis 1954) \| 251,7 \| \| \| 108,2 \| Ostrožac (bis 1954) \| 240,2 \| \| \| \| Neretvica (35 m) \| \| \| \| \| 1435 mm von Konjic \| \| \| \| 97,3 \| Ostrožac (ab 1954) \| 275,0 \| \| \| 103,1 \| Žuglići (bis 1954) \| 230,0 \| \| \| \| Tošćanica (35 m) \| \| \| \| 98,0 \| Rama (bis 1954) \| 219,1 \| \| \| \| Rama (25 m) \| \| \| \| \| \| 186,6 \| \| \| \| Doljanka (40 m) \| \| \| \| \| 1435 mm nach Jablanica Grad \| \| \| \| 90,9 \| Jablanica (bis 1954) \| 199,0 \| \| \| \| Neretva \| \| \| \| 90,3 \| Jablanica (ab 1954) \| 198,4 \| \| \| \| 1435 mm von Ostrožac \| \| \| \| \| Neretva (75 m) / Jablanica Grad \| \| \| \| \| 1435 mm nach Mostar \| \| \| \| \| Glogošnica (60 m) \| \| \| \| 85,0 \| Prenj \| 159,7 \| \| \| \| (173 m) \| \| \| \| \| Neretva (60 m) \| \| \| \| \| (341 m) \| \| \| \| \| Staudamm \| \| \| \| \| Crna Vrela (30 m) \| \| \| \| 77,4 \| Grabovica \| 131,6 \| \| \| \| Drežanka (55 m) \| \| \| \| 70,9 \| Drežnica \| 110,8 \| \| \| \| (381 m) \| \| \| \| 60,0 \| Raška Gora \| 97,0 \| \| \| \| (10 m) \| \| \| \| 52,9 \| Vojno \| 85,2 \| \| \| 47,2 \| Rastani \| 74,9 \| \| \| \| 1435 mm von Jablanica, nach Mostar \| \| \| \| 42,4 \| Mostar \| 64,0 \| \| \| 35,9 \| Rodoc \| 47,0 \| \| \| \| Jasenica (35 m) \| \| \| \| \| 1435 mm nach Čapljina, von Mostar \| \| \| \| 30,9 \| Buna \| 34,3 \| \| \| \| \| \| \| \| 23,3 \| Žitomislići \| 23,6 \| \| \| \| \| \| \| \| \| \| \| \| \| \| \| \| \| \| 16,2 \| Šurmanci \| 16,2 \| \| \| \| \| \| \| \| \| (30 m) \| \| \| \| \| (35 m) \| \| \| \| \| \| \| \| \| \| \| \| \| \| 8,9 \| Čapljina (bis 1966) \| 9,8 \| \| \| \| Čapljina (ab 1966) \| \| \| \| \| \| \| \| \| \| Trebižat (50 m) \| \| \| \| 3,9 \| Gabela \| 6,7 \| \| \| \| Dalmatinerbahn nach Zelenika \| \| \| \| \| \| \| \| \| \| Gabela (115 m) \| \| \| \| 1,3 \| Staatsgrenze Bosnien u. Herzeg.-Dalmatien \| Staatsgrenze Bosnien u. Herzeg.-Dalmatien \| \| \| 0,0 3,9 \| Metković \| 5,7 \| \| \| 8,7 \| Kula Norinska \| 3,7 \| \| \| 12,4 \| Opuzen \| 3,0 \| \| \| 15,8 \| Komin \| 6,3 \| \| \| 21,1 \| Rogotin \| 4,3 \| \| \| 25,4 \| Ploče \| 2,2 \| \| \| \| \| \| \| Quellen: - nach Pfeuffer (1892, S. 338–340 und Tafel XXVI) mit damaliger Kilometrierung und damaligen Höhenangaben - Franzisco-Josephinische Landesaufnahme (1869–1887) - Längsprofil der Eisenbahnlinie Sarajevo-Ploče, 1962 \| \| \| \| |                                                                                              |                                           |                                           |
| |                                                                                              |                                           | m. i. J.                                  |
| U-Bahn-Kopfbahnhof Streckenanfang | 3,5                                                                                          | Sarajevo Stadtbahnhof                     | Sarajevo Stadtbahnhof                     |
| Kopfbahnhof Streckenanfang · Kopfbahnhof Streckenanfang (Strecke außer Betrieb) · U-Bahn-Strecke | 1,2                                                                                          | Sarajevo Novo (ab 1951)                   | 538,9                                     |
| Strecke · Strecke nach links (außer Betrieb) · Abzweig von links und von rechts (Strecke außer Betrieb) · U-Bahn-Abzweig geradeaus und nach rechts |                                                                                              | Straßenbahn Sarajevo                      | Straßenbahn Sarajevo                      |
| Strecke · Bahnhof (Strecke außer Betrieb) · U-Bahn-Kopfbahnhof Streckenende | 0,0 177,1                                                                                    | Sarajevo                                  | 527,3                                     |
| Strecke · Abzweig geradeaus, nach links und von links (Strecke außer Betrieb) |                                                                                              | Bosnische Ostbahn nach Uvac und Vardište  | Bosnische Ostbahn nach Uvac und Vardište  |
| Dienststation / Betriebs- oder Güterbahnhof · Bahnhof (Strecke außer Betrieb) | 174,2                                                                                        | Alipašin Most                             | 512,3                                     |
| Abzweig geradeaus, nach rechts und von rechts · Strecke (außer Betrieb) |                                                                                              | 1435 mm nach Šamac und Ploče              | 1435 mm nach Šamac und Ploče              |
| Abzweig geradeaus, nach rechts und von rechts (Strecke außer Betrieb) |                                                                                              | Bosnabahn nach Bosanski Brod              | Bosnabahn nach Bosanski Brod              |
| Brücke über Wasserlauf (Strecke außer Betrieb) |                                                                                              | Miljacka (45 m)                           | Miljacka (45 m)                           |
| Brücke über Wasserlauf (Strecke außer Betrieb) |                                                                                              | Dobrinja (20 m)                           | Dobrinja (20 m)                           |
| Bahnhof (Strecke außer Betrieb) | 169,7 0,0                                                                                    | Ilidža                                    | 496,8                                     |
| Brücke über Wasserlauf (Strecke außer Betrieb) |                                                                                              | Željeznica (60 m)                         | Željeznica (60 m)                         |
| Abzweig geradeaus und nach links (Strecke außer Betrieb) · Kopfbahnhof Streckenende und quer (Strecke außer Betrieb) | 1,3                                                                                          | Ilidža Banja (Bad Ilidža)                 | Ilidža Banja (Bad Ilidža)                 |
| Brücke über Wasserlauf (Strecke außer Betrieb) |                                                                                              | Bosna (45 m)                              | Bosna (45 m)                              |
| Abzweig ehemals geradeaus und von rechts |                                                                                              | 1435 mm von Sarajevo                      | 1435 mm von Sarajevo                      |
| Bahnhof | 165,6                                                                                        | Blažuj                                    | 503,1                                     |
| Brücke über Wasserlauf |                                                                                              | Zujevina (25 m)                           | Zujevina (25 m)                           |
| Abzweig ehemals geradeaus und nach links |                                                                                              | 1435 mm nach Hadžići                      | 1435 mm nach Hadžići                      |
| Brücke über Wasserlauf (Strecke außer Betrieb) |                                                                                              | Zujevina (25 m)                           | Zujevina (25 m)                           |
| Abzweig ehemals geradeaus und von links |                                                                                              | 1435 mm von Blažuj                        | 1435 mm von Blažuj                        |
| Bahnhof | 159,0                                                                                        | Hadžići                                   | 557,6                                     |
| Abzweig ehemals geradeaus und nach links |                                                                                              | 1435 mm nach Pazarić                      | 1435 mm nach Pazarić                      |
| Brücke über Wasserlauf (Strecke außer Betrieb) |                                                                                              | Zujevina (30 m)                           | Zujevina (30 m)                           |
| Strecke von links · Kreuzung geradeaus unten (Strecke geradeaus außer Betrieb) |                                                                                              | 1435 mm von Hadžići                       | 1435 mm von Hadžići                       |
| Abzweig geradeaus und ehemals von links · Strecke nach rechts (außer Betrieb) |                                                                                              |                                           |                                           |
| Bahnhof | 152,1 153,2                                                                                  | Pazarić                                   | 644,2                                     |
| Strecke von links (außer Betrieb) · Abzweig geradeaus, ehemals nach links und ehemals nach rechts · Strecke von rechts (außer Betrieb) |                                                                                              | Zujevina                                  | Zujevina                                  |
| Strecke · Brücke über Wasserlauf (Strecke außer Betrieb) |                                                                                              | Beginn Zahnstange (bis 1935)              | Beginn Zahnstange (bis 1935)              |
| Kreuzung Streckenende und quer (Strecke geradeaus außer Betrieb) (im Tunnel) · Strecke nach rechts · Strecke nach halbrechts (außer Betrieb) |                                                                                              | 1435 mm nach Bradina                      | 1435 mm nach Bradina                      |
| Kulminations-/Scheitelpunkt (Strecke außer Betrieb) · Strecke von halblinks (außer Betrieb) |                                                                                              |                                           | 713,2                                     |
| Strecke nach halblinks (außer Betrieb) |                                                                                              | (342 m; ab 1935)                          | 694,0                                     |
| Strecke nach halblinks und von halbrechts (außer Betrieb) · Haltepunkt / Haltestelle (Strecke außer Betrieb) | 149,2                                                                                        | Osenik (ab 1935)                          | Osenik (ab 1935)                          |
| Strecke von halblinks (außer Betrieb) · Strecke von halbrechts (außer Betrieb) |                                                                                              |                                           |                                           |
| Strecke von links (außer Betrieb) · Strecke nach rechts (außer Betrieb) |                                                                                              | Ende Zahnstange (bis 1935)                | Ende Zahnstange (bis 1935)                |
| Strecke nach links (außer Betrieb) · Strecke quer (außer Betrieb) · Abzweig geradeaus und von rechts (Strecke außer Betrieb) |                                                                                              |                                           |                                           |
| Bahnhof (Strecke außer Betrieb) | 146,5                                                                                        | Tarčin                                    | 644,1                                     |
| Brücke über Wasserlauf (Strecke außer Betrieb) |                                                                                              | Korča (20 m)                              | Korča (20 m)                              |
| Strecke von links (außer Betrieb) (im Tunnel) · Strecke von rechts (außer Betrieb) · Bahnhof (Strecke außer Betrieb) | 142,4 141,9                                                                                  | Raštelica (bis 1931)                      | 699,5                                     |
| Tunnelende (Strecke außer Betrieb) · Bahnhof (Strecke außer Betrieb) · Strecke (außer Betrieb) | 140,7                                                                                        | Raštelica (ab 1931)                       | 717,0                                     |
| Tunnelanfang (Strecke außer Betrieb) · Strecke nach links (außer Betrieb) · Abzweig geradeaus und nach rechts (Strecke außer Betrieb) |                                                                                              |                                           |                                           |
| Strecke nach links (außer Betrieb) (im Tunnel) · Strecke von rechts (außer Betrieb) |                                                                                              | Beginn Zahnstange (bis 1931)              | Beginn Zahnstange (bis 1931)              |
| Abzweig ehemals geradeaus und von rechts · Strecke (außer Betrieb) |                                                                                              | 1435 mm von Pazarić                       | 1435 mm von Pazarić                       |
| Strecke |                                                                                              | Ende Zahnstange (bis 1931)                | Ende Zahnstange (bis 1931)                |
| Strecke geradeaus (im Tunnel) · Bahnhof (Strecke außer Betrieb) | 138,6                                                                                        | Ivan (bis 1931)                           | 876,0                                     |
| Strecke (im Tunnel) |                                                                                              | Ivan (bis 1931; 648 m)                    | 876,9                                     |
| Kulminations-/Scheitelpunkt (im Tunnel) · Strecke (außer Betrieb) |                                                                                              | Ivan (ab 1931; 3223 m)                    | 759,5                                     |
| Strecke von links (im Tunnel) · Abzweig ehemals geradeaus und nach rechts (im Tunnel) |                                                                                              | Beginn Zahnstange (bis 1931)              | Beginn Zahnstange (bis 1931)              |
| Strecke (im Tunnel) · Tunnelende (Strecke außer Betrieb) · Strecke nach links (außer Betrieb) · Strecke von rechts (außer Betrieb) |                                                                                              |                                           |                                           |
| Abzweig geradeaus und ehemals von links · Abzweig quer und nach rechts (Strecke außer Betrieb) · Strecke quer (außer Betrieb) · Strecke nach rechts (außer Betrieb) |                                                                                              | Ende Zahnstange (bis 1931)                | Ende Zahnstange (bis 1931)                |
| Bahnhof | 134,5                                                                                        | Bradina                                   | 753,7                                     |
| Abzweig ehemals geradeaus und nach links |                                                                                              | 1435 mm nach Konjic                       | 1435 mm nach Konjic                       |
| |                                                                                              | Beginn Zahnstange                         |                                           |
| Tunnel (Strecke außer Betrieb) |                                                                                              | (103 m)                                   | (103 m)                                   |
| Strecke nach links und Tunnelanfang (außer Betrieb) · Strecke von rechts und Tunnelende (außer Betrieb) |                                                                                              | (193 m)                                   | (193 m)                                   |
| Brücke über Wasserlauf (Strecke außer Betrieb) |                                                                                              | Luka (55 m)                               | Luka (55 m)                               |
| Tunnel (Strecke außer Betrieb) |                                                                                              | (112 m)                                   | (112 m)                                   |
| Tunnel (Strecke außer Betrieb) |                                                                                              | (128 m)                                   | (128 m)                                   |
| |                                                                                              | Ende Zahnstange                           |                                           |
| Bahnhof (Strecke außer Betrieb) | 129,9                                                                                        | Brđani pod Ivanom                         | 528,6                                     |
| |                                                                                              | Beginn Zahnstange                         |                                           |
| Strecke nach links (außer Betrieb) · Strecke von rechts (außer Betrieb) |                                                                                              | (151 m)                                   | (151 m)                                   |
| Strecke von links (außer Betrieb) · Strecke nach rechts (außer Betrieb) |                                                                                              | (163 m)                                   | (163 m)                                   |
| |                                                                                              | Ende Zahnstange                           |                                           |
| Bahnhof (Strecke außer Betrieb) | 126,3                                                                                        | Podorašac                                 | 361,4                                     |
| |                                                                                              | Beginn Zahnstange                         |                                           |
| Strecke von links · Kreuzung geradeaus unten (Strecke geradeaus außer Betrieb) |                                                                                              | 1435 mm von Bradina                       | 1435 mm von Bradina                       |
| Strecke |                                                                                              | Ende Zahnstange                           | Ende Zahnstange                           |
| Strecke · Brücke über Wasserlauf (Strecke außer Betrieb) |                                                                                              | Trešanica (20 m)                          | Trešanica (20 m)                          |
| Strecke nach links · Abzweig ehemals geradeaus und von rechts |                                                                                              |                                           |                                           |
| Bahnhof | 121,2 111,9                                                                                  | Konjic (Konjica)                          | 279,2                                     |
| Abzweig geradeaus und ehemals nach links · Strecke von rechts (außer Betrieb) |                                                                                              | Neretva                                   | Neretva                                   |
| Strecke von links · Abzweig ehemals geradeaus und nach rechts · Strecke (außer Betrieb) |                                                                                              | Jablanica-Stausee – Strecke überflutet    | Jablanica-Stausee – Strecke überflutet    |
| Strecke nach links · U-Bahn-Kreuzung mit Eisenbahn links (Strecke geradeaus außer Betrieb) · Kreuzung rechts (Strecke geradeaus außer Betrieb) |                                                                                              | 1435 mm nach Ostrožac                     | 1435 mm nach Ostrožac                     |
| U-Bahn-Strecke (außer Betrieb) · Bahnhof (Strecke außer Betrieb) | 105,7                                                                                        | Čelebići (ab 1954)                        | 278,5                                     |
| U-Bahn-Bahnhof (Strecke außer Betrieb) · Strecke (außer Betrieb) | 111,9                                                                                        | Lisičići (bis 1954)                       | 251,7                                     |
| U-Bahn-Bahnhof (Strecke außer Betrieb) · Strecke (außer Betrieb) | 108,2                                                                                        | Ostrožac (bis 1954)                       | 240,2                                     |
| U-Bahn-Brücke über Wasserlauf (Strecke außer Betrieb) · Strecke (außer Betrieb) |                                                                                              | Neretvica (35 m)                          | Neretvica (35 m)                          |
| U-Bahn-Strecke (außer Betrieb) · Abzweig ehemals geradeaus und von links |                                                                                              | 1435 mm von Konjic                        | 1435 mm von Konjic                        |
| U-Bahn-Strecke (außer Betrieb) · Bahnhof | 97,3                                                                                         | Ostrožac (ab 1954)                        | 275,0                                     |
| U-Bahn-Bahnhof (Strecke außer Betrieb) · Tunnel | 103,1                                                                                        | Žuglići (bis 1954)                        | 230,0                                     |
| U-Bahn-Brücke über Wasserlauf (Strecke außer Betrieb) · Tunnel |                                                                                              | Tošćanica (35 m)                          | Tošćanica (35 m)                          |
| U-Bahn-Bahnhof (Strecke außer Betrieb) · Tunnel | 98,0                                                                                         | Rama (bis 1954)                           | 219,1                                     |
| U-Bahn-Brücke über Wasserlauf (Strecke außer Betrieb) · Tunnel |                                                                                              | Rama (25 m)                               | Rama (25 m)                               |
| Kulminations-/Scheitelpunkt · Tunnelanfang |                                                                                              |                                           | 186,6                                     |
| Brücke über Wasserlauf (Strecke außer Betrieb) · Tunnelende |                                                                                              | Doljanka (40 m)                           | Doljanka (40 m)                           |
| Strecke von links (außer Betrieb) · Strecke nach rechts (außer Betrieb) · Abzweig ehemals geradeaus und nach links |                                                                                              | 1435 mm nach Jablanica Grad               | 1435 mm nach Jablanica Grad               |
| Bahnhof (Strecke außer Betrieb) · Strecke (außer Betrieb) | 90,9                                                                                         | Jablanica (bis 1954)                      | 199,0                                     |
| Abzweig geradeaus und von links (Strecke außer Betrieb) · Strecke quer (außer Betrieb) · Strecke nach rechts (außer Betrieb) |                                                                                              | Neretva                                   | Neretva                                   |
| Bahnhof (Strecke außer Betrieb) | 90,3                                                                                         | Jablanica (ab 1954)                       | 198,4                                     |
| Strecke (außer Betrieb) |                                                                                              | 1435 mm von Ostrožac                      | 1435 mm von Ostrožac                      |
| Strecke nach links (außer Betrieb) · Strecke nach halblinks und von rechts (außer Betrieb) (im Tunnel) · Haltepunkt / Haltestelle |                                                                                              | Neretva (75 m) / Jablanica Grad           | Neretva (75 m) / Jablanica Grad           |
| Strecke nach rechts und von halblinks · Strecke von halbrechts und Tunnelende (außer Betrieb) |                                                                                              | 1435 mm nach Mostar                       | 1435 mm nach Mostar                       |
| Brücke über Wasserlauf (Strecke außer Betrieb) |                                                                                              | Glogošnica (60 m)                         | Glogošnica (60 m)                         |
| Bahnhof (Strecke außer Betrieb) | 85,0                                                                                         | Prenj                                     | 159,7                                     |
| U-Bahn-Tunnel (Strecke außer Betrieb) |                                                                                              | (173 m)                                   | (173 m)                                   |
| U-Bahn-Strecke von links (außer Betrieb) · U-Bahn-Strecke nach rechts (außer Betrieb) |                                                                                              | Neretva (60 m)                            | Neretva (60 m)                            |
| U-Bahn-Tunnel (Strecke außer Betrieb) |                                                                                              | (341 m)                                   | (341 m)                                   |
| U-Bahn-Strecke (außer Betrieb) |                                                                                              | Staudamm                                  | Staudamm                                  |
| Brücke über Wasserlauf (Strecke außer Betrieb) |                                                                                              | Crna Vrela (30 m)                         | Crna Vrela (30 m)                         |
| Bahnhof (Strecke außer Betrieb) | 77,4                                                                                         | Grabovica                                 | 131,6                                     |
| U-Bahn-Brücke über Wasserlauf (Strecke außer Betrieb) |                                                                                              | Drežanka (55 m)                           | Drežanka (55 m)                           |
| U-Bahn-Bahnhof (Strecke außer Betrieb) | 70,9                                                                                         | Drežnica                                  | 110,8                                     |
| U-Bahn-Tunnel (Strecke außer Betrieb) |                                                                                              | (381 m)                                   | (381 m)                                   |
| U-Bahn-Bahnhof (Strecke außer Betrieb) | 60,0                                                                                         | Raška Gora                                | 97,0                                      |
| Tunnel (Strecke außer Betrieb) |                                                                                              | (10 m)                                    | (10 m)                                    |
| Bahnhof (Strecke außer Betrieb) | 52,9                                                                                         | Vojno                                     | 85,2                                      |
| Bahnhof (Strecke außer Betrieb) | 47,2                                                                                         | Rastani                                   | 74,9                                      |
| Kreuzung geradeaus unten (Strecke geradeaus außer Betrieb) |                                                                                              | 1435 mm von Jablanica, nach Mostar        | 1435 mm von Jablanica, nach Mostar        |
| Bahnhof (Strecke außer Betrieb) | 42,4                                                                                         | Mostar                                    | 64,0                                      |
| Bahnhof (Strecke außer Betrieb) | 35,9                                                                                         | Rodoc                                     | 47,0                                      |
| Brücke über Wasserlauf (Strecke außer Betrieb) |                                                                                              | Jasenica (35 m)                           | Jasenica (35 m)                           |
| Strecke von links · Kreuzung (Strecke geradeaus außer Betrieb) |                                                                                              | 1435 mm nach Čapljina, von Mostar         | 1435 mm nach Čapljina, von Mostar         |
| Bahnhof (Strecke außer Betrieb) | 30,9                                                                                         | Buna                                      | 34,3                                      |
| Strecke nach links · Abzweig ehemals geradeaus und von rechts |                                                                                              |                                           |                                           |
| Bahnhof | 23,3                                                                                         | Žitomislići                               | 23,6                                      |
| Strecke von links · Abzweig ehemals geradeaus und nach rechts |                                                                                              |                                           |                                           |
| Strecke nach links (außer Betrieb) · Strecke von rechts (außer Betrieb) |                                                                                              |                                           |                                           |
| Strecke nach links · Strecke quer · Abzweig ehemals geradeaus und von rechts |                                                                                              |                                           |                                           |
| Bahnhof | 16,2                                                                                         | Šurmanci                                  | 16,2                                      |
| Strecke von links · Abzweig ehemals geradeaus und nach rechts |                                                                                              |                                           |                                           |
| Tunnel (Strecke außer Betrieb) |                                                                                              | (30 m)                                    | (30 m)                                    |
| Tunnel (Strecke außer Betrieb) |                                                                                              | (35 m)                                    | (35 m)                                    |
| Strecke von links (außer Betrieb) · Kreuzung (Querstrecke außer Betrieb) · Strecke nach rechts (außer Betrieb) |                                                                                              |                                           |                                           |
| Strecke nach links (außer Betrieb) · Kreuzung (Querstrecke außer Betrieb) · Strecke von rechts (außer Betrieb) |                                                                                              |                                           |                                           |
| Strecke von links und Tunnelende · Strecke nach rechts und Tunnelanfang · Bahnhof (Strecke außer Betrieb) | 8,9                                                                                          | Čapljina (bis 1966)                       | 9,8                                       |
| Bahnhof · Kopfbahnhof Streckenanfang (Strecke außer Betrieb) · Strecke (außer Betrieb) |                                                                                              | Čapljina (ab 1966)                        | Čapljina (ab 1966)                        |
| Strecke nach links · Strecke ehemals nach links und von rechts · Abzweig geradeaus und von rechts (Strecke außer Betrieb) |                                                                                              |                                           |                                           |
| Brücke über Wasserlauf · Brücke über Wasserlauf (Strecke außer Betrieb) |                                                                                              | Trebižat (50 m)                           | Trebižat (50 m)                           |
| Strecke · Bahnhof (Strecke außer Betrieb) | 3,9                                                                                          | Gabela                                    | 6,7                                       |
| Strecke · Abzweig geradeaus und nach links (Strecke außer Betrieb) |                                                                                              | Dalmatinerbahn nach Zelenika              | Dalmatinerbahn nach Zelenika              |
| Strecke nach links · Abzweig ehemals geradeaus und von rechts |                                                                                              |                                           |                                           |
| Tunnel |                                                                                              | Gabela (115 m)                            | Gabela (115 m)                            |
| Grenze | 1,3                                                                                          | Staatsgrenze Bosnien u. Herzeg.-Dalmatien | Staatsgrenze Bosnien u. Herzeg.-Dalmatien |
| Bahnhof | 0,0 3,9                                                                                      | Metković                                  | 5,7                                       |
| Bahnhof | 8,7                                                                                          | Kula Norinska                             | 3,7                                       |
| Bahnhof | 12,4                                                                                         | Opuzen                                    | 3,0                                       |
| Haltepunkt / Haltestelle | 15,8                                                                                         | Komin                                     | 6,3                                       |
| Bahnhof | 21,1                                                                                         | Rogotin                                   | 4,3                                       |
| Kopfbahnhof Streckenende | 25,4                                                                                         | Ploče                                     | 2,2                                       |
| |                                                                                              |                                           |                                           |
| Quellen: - nach Pfeuffer (1892, S. 338–340 und Tafel XXVI) mit damaliger Kilometrierung und damaligen Höhenangaben - Franzisco-Josephinische Landesaufnahme (1869–1887) - Längsprofil der Eisenbahnlinie Sarajevo-Ploče, 1962 |                                                                                              |                                           |                                           |

Die Narentabahn oder Neretvabahn war eine schmalspurige Bahnstrecke von Sarajevo nach Metković in bosnischer Spurweite, die von den Bosnisch-Herzegowinischen Staatsbahnen (BHStB) errichtet und zunächst auch betrieben wurde. Nach 1918 ging sie in den Eisenbahnen des Königreichs der Serben, Kroaten und Slowenen (SHS) und den Jugoslawischen Staatsbahnen (JDŽ/JŽ) auf. Die 177,1 Kilometer lange gemischte Adhäsions- und Zahnradbahn wurde von 1885 bis 1891 in Betrieb genommen und 1942 nach Ploče verlängert. Sie wurde 1966 durch die normalspurige Bahnstrecke Sarajevo–Ploče ersetzt.

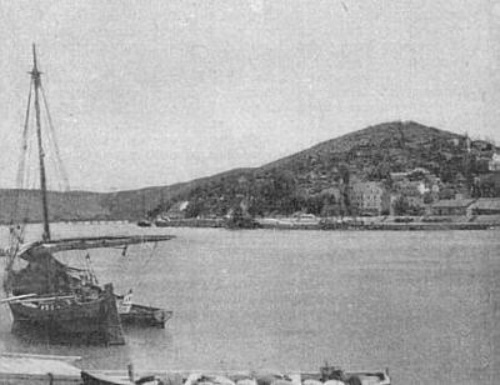
Mit der Narentabahn wurde Bosnien mit der Adria verbunden. Im Bild der Hafen an der Endstation Metković.

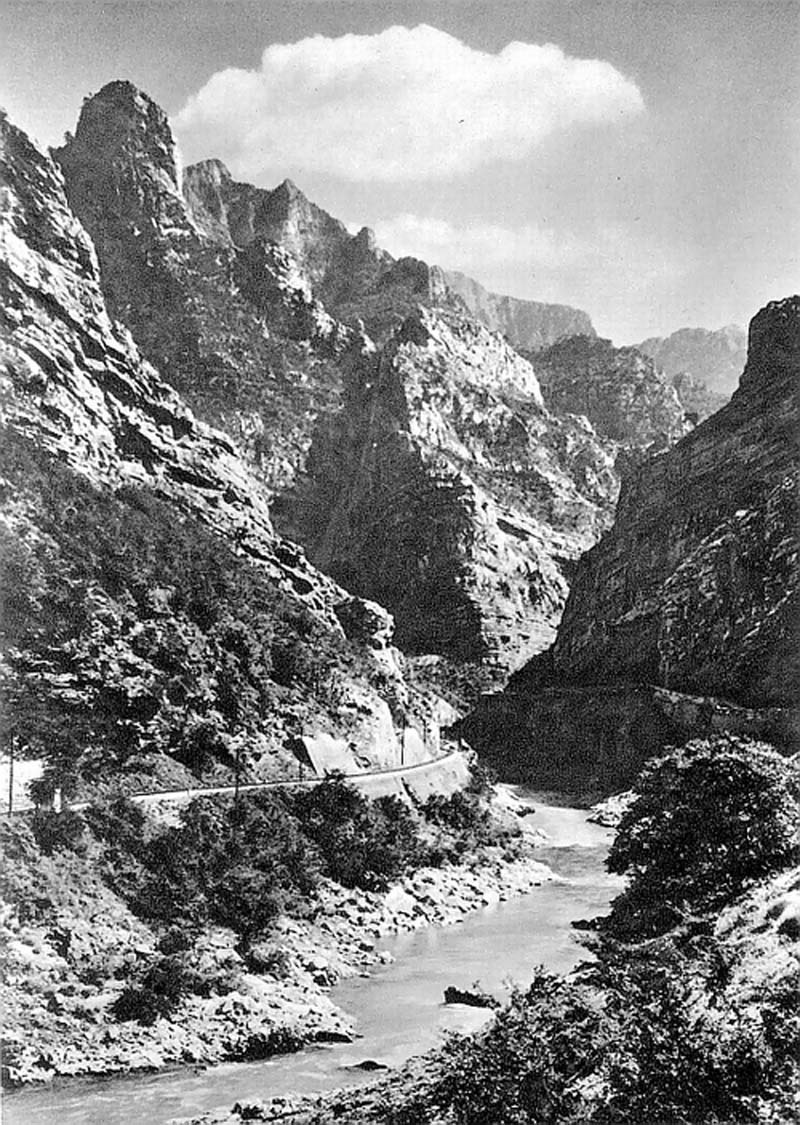
Bahntrasse in der Neretvaschlucht

## Planung
Nach der Erschließung der Hauptstadt Sarajevo durch die Bosnabahn wurde die Fortsetzung der Bahnverbindung nach Mostar und weiter zur Adria geplant. Der Meereszugang für Bosnien war auf dem Schienenweg in jener Zeit zuvor nur über den Hafen Rijeka möglich, der über 900 Kilometer entfernt auf ungarischem Territorium lag. Es wurde daher beschlossen, die Neretva (Narenta) zu regulieren, womit Metković für Handelsschiffe mit geringem Tiefgang erreichbar wurde.
Obwohl sich in den 1880er Jahren die politische Situation in Bosnien beruhigt hatte, war die Verbindung zur Hauptstadt der Herzegowina auch strategisch wichtig. Mostar war ähnlich wie zuvor Sarajevo ein Zentrum aufständischer Gruppierungen.
Zur Überwindung der bis zu 2000 Meter hohen Bergkette zwischen Sarajevo und Mostar wurden zwei Varianten ausgearbeitet. Eine durchgehende Adhäsionsbahn mit einem längeren Scheiteltunnel hätte doppelt so viel gekostet als die realisierte gemischte Adhäsions- und Zahnradbahn.

## Bau und erste Betriebsjahre

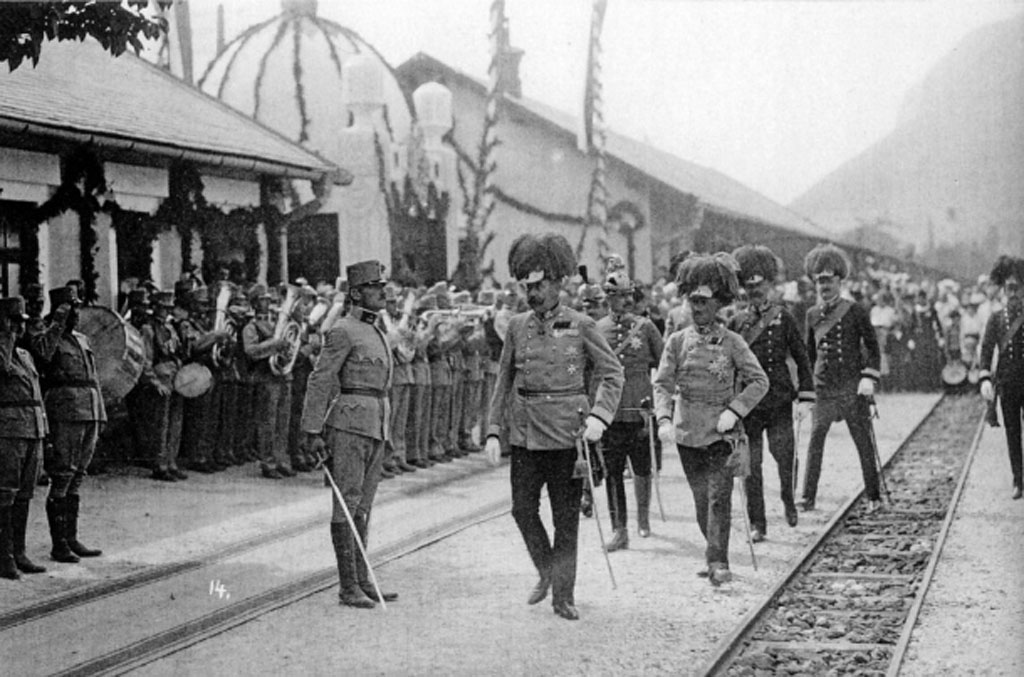
Empfang von Franz Ferdinand von Österreich in Mostar. Der Erzherzog kam am 25. Juni 1914 im Hafen von Ploče an, von wo er nach Mostar weiterreiste. Am 26. und 27. Juni fuhr er mit dem Zug von Ilidža nach Tarčin, um Militärmanöver zu beobachten. Einen Tag später wurde er beim Attentat von Sarajevo ermordet.

Zunächst wurde die 42,4 Kilometer lange Strecke Mostar–Metković am Unterlauf der Neretva gebaut und am 14. Juni 1885 dem Verkehr übergeben. Etwas aufwendiger war dabei der Bau des 19 Kilometer langen Teilstücks von Čapljina nach Buna durch ein Engtal der Neretva, ansonsten waren in dem flachen Gelände keine großen Probleme zu bewältigen. Lediglich der hohe Grundwasserstand und die für den Dammbau ausgehobenen Gräben führten zu vielen Mücken-Brutstätten und somit einer verstärkten Malaria-Gefahr.
Von Mostar nach Sarajevo folgte die Bahn zunächst weiterhin der Neretva, wobei der Bau zahlreicher Eisenbrücken notwendig war. Die Strecke musste im hier schluchtartigen Neretvatal teilweise in das Felsmassiv gesprengt und auf weiten Strecken auf Stützmauern verlegt werden. Aufgrund der Hochwassergefahr in diesem kurvenreichen Abschnitt wurde die Bahntrasse mindestens 20 Meter über dem Wasserpegel gebaut. Nach Konjic (Konjica) verließ die Bahn das Neretvatal, um den Ivansattel mit Zahnstangenabschnitten nach dem System Abt zu überwinden. Auf diesem Abschnitt befanden sich einige längere Tunnels in voller Steigung, welche durch den Dampfbetrieb zu starker Rauchbelästigung führten. Nach dem Erklimmen von 600 Metern Höhenunterschied durchfuhren die Züge den 648 Meter langen Ivan-Scheiteltunnel.
Anschließend an den Scheitelbahnhof Ivan senkte sich die Strecke mit einem weiteren Zahnstangenabschnitt nach Raštelica hinunter, um in sanftem Gefälle weiter nach Tarčin zu führen. Von dort musste wieder mittels Zahnstange ein kleiner Pass bei Osenik überquert werden, bevor Pazarić erreicht wurde. Dem engen Tal der Zujevina folgend gelangte die Strecke schließlich bei Blažuj in einen weiten Talkessel und vorbei am Badeort Ilidža erreichten die Züge die Landeshauptstadt Sarajevo.
Der 134,7 Kilometer lange Abschnitt Mostar–Sarajevo zuzüglich der Nebenstrecke nach Ilidža Banja (Bad Ilidža) wurde zwischen 1888 und 1892 in weiteren fünf Teilstrecken eröffnet. Mit der Eröffnung des Teilstücks Ilidža–Konjic war nicht nur die Eisenbahnverbindung zwischen Bosnien und der Herzegowina hergestellt, sondern auch die Nord-Süd-Verbindung von Bosanski Brod über Sarajevo bis zum Adriahafen Metković.

### Steigungsverhältnisse und Zahnstangenabschnitte

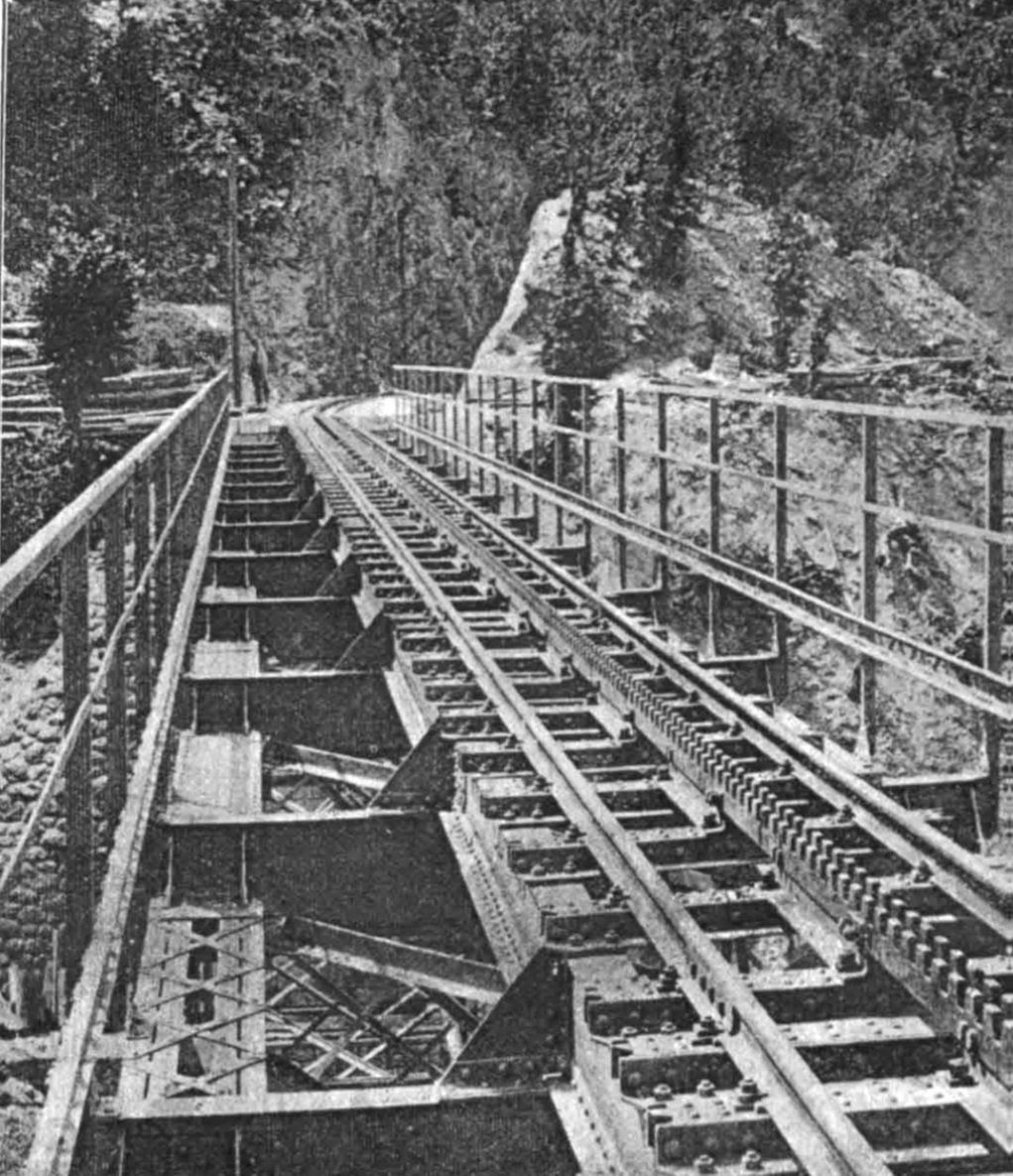
Der Ivansattel wurde mit Zahnradlokomotiven überwunden. Gleis in bosnischer Spurweite und Zahnstange System Abt auf der Lukabrücke.

Der Abschnitt von Metković nach Mostar wies mit maximal 4 ‰ keine nennenswerten Steigungen auf, bis Konjic stieg die Strecke mit maximal 10 ‰. Zwischen Sarajevo und Konjic betrug der Maximalwert 15 ‰ auf den Adhäsions- und 60 ‰ auf den Zahnstangenstrecken am Ivanpass. Der Sattel bei Osenik wurde anfangs mit Zahnradantrieb und 35 ‰ überwunden, beim späteren Umbau sank die Steigung auf 15 bzw. 20 ‰.
Die Länge der Zahnstangenstrecken auf beiden Seiten des Ivansattels betrug ursprünglich gesamthaft 18,87 Kilometer. In den Stationen waren die Zahnstangen jeweils unterbrochen, zwischen Tarčin und Pazarić verlief die Zahnstange durchgehend über den Scheitelpunkt. Sie teilten sich auf folgende Abschnitte auf:

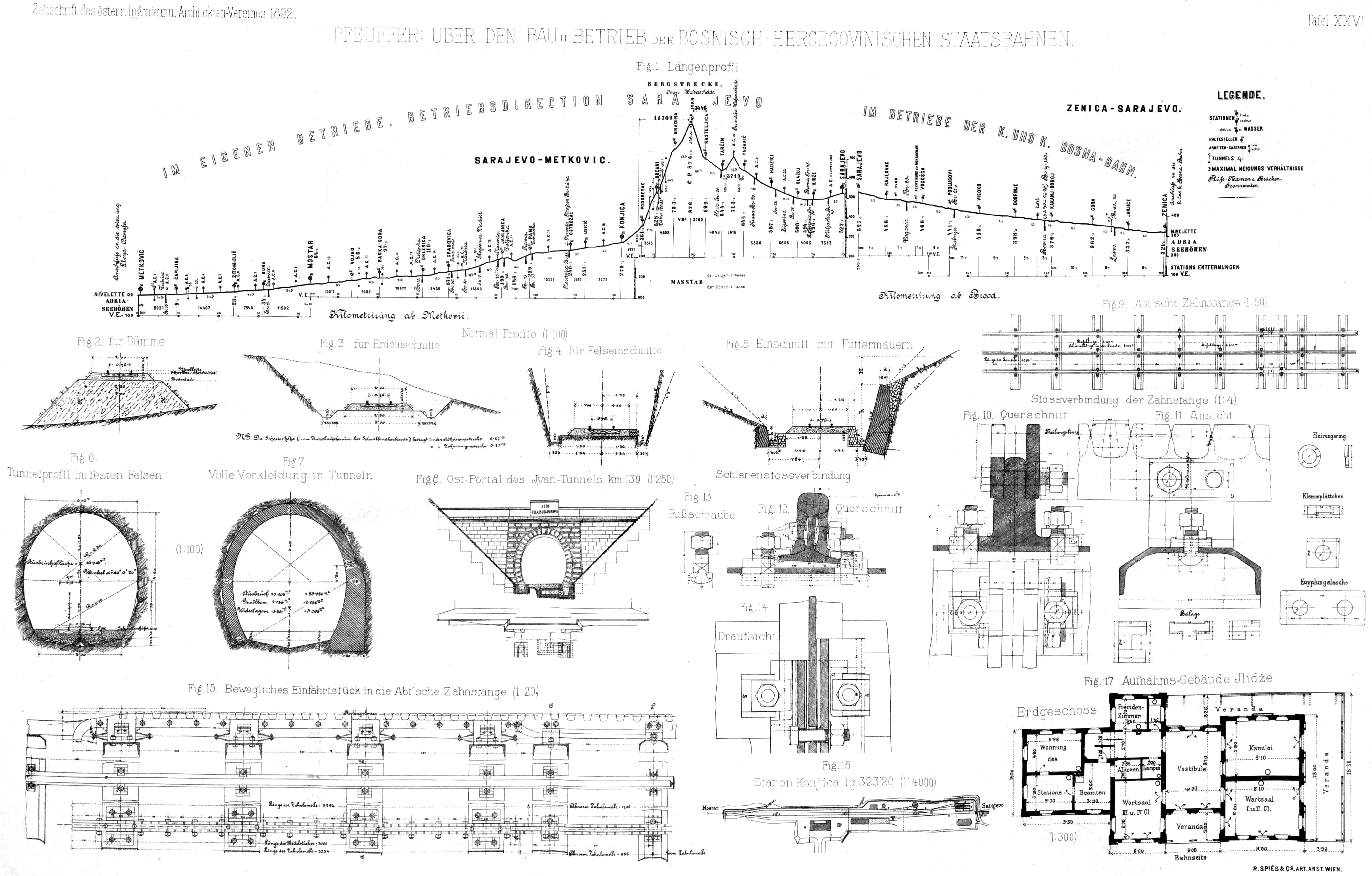
Längsprofil der Narentabahn von 1892

| Abschnitt                     | Länge    | Maximale Steigung | in Betrieb bis   |
| ----------------------------- | -------- | ----------------- | ---------------- |
| Pazarić–Tarčin                | 3719 m   | ±35 ‰             | 26. Oktober 1935 |
| Raštelica–Ivan                | 3446 m   | +60 ‰             | 9. April 1931    |
| Südportal Ivan-Tunnel–Bradina | 10 827 m | -60 ‰             | 9. April 1931    |
| Bradina–Brđani                | 10 827 m | -60 ‰             | 5. November 1966 |
| Brđani–Podorašac              | 10 827 m | -60 ‰             | 5. November 1966 |
| Podorašac–Trešanica-Brücke    | 882 m    | -30 ‰             | 5. November 1966 |

## Zugförderung

### Betriebsbeginn

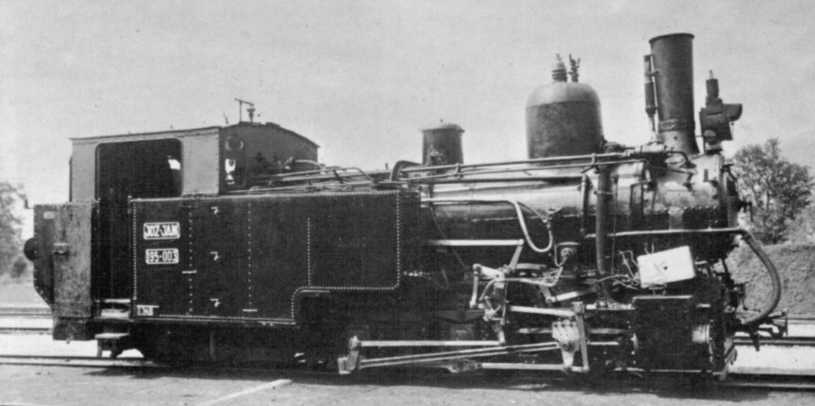
Die IIIb4 waren die ersten Zahnradlokomotiven der Bosnisch-Herzegowinischen Staatsbahnen. Die Jugoslawischen Staatsbahnen bezeichneten sie als JDŽ 195.

In den Anfangsjahren verkehrten auf dem flachen Abschnitt Metković–Mostar Tenderlokomotiven der Reihe IIa3 mit 16 Tonnen Dienstmasse. Die Zweikupplermaschinen mit einer vorderen Laufachse zogen Züge mit 163 Tonnen Wagenzugmasse. Sie wurden bei den Jugoslawischen Staatsbahnen als Baureihe 176 bezeichnet.
Auf dem bogenreichen Abschnitt Mostar–Konjic mit bis zu zehn Promille Steigung beförderten sogenannte Radiallokomotiven mit der Bezeichnung IIIa4 (JDŽ-Reihe 189) Züge mit bis zu 175 Tonnen Wagenzugmasse. Die Maschinen erbrachten eine relativ große Zugkraft und schonten dank ihrer Klose-Lenkachsen die Gleise mit den engen Kurven.
Zwischen Konjic und Sarajevo wurden Tendermaschinen IIIb4 (JDŽ-Reihe 195) mit kombinierten Adhäsions- und Zahnradantrieb eingesetzt. Auf der Teilstrecke Raštelica–Sarajevo beförderte eine Zahnradlokomotive einen Zug mit 110 Tonnen Wagenzugmasse. Auf der eigentlichen Bergstrecke Raštelica–Konjic wurden Züge mit einer Wagenzugmasse von über 60 Tonnen bis zur Last von 110 Tonnen von einer Zug- und einer Schiebelokomotive befördert oder der Zug wurde geteilt.

### Spätere Beschaffungen
Eine zweite Serie von 38 Lokomotiven der Reihe IIIc5 mit Zahnrad- und Adhäsionsantrieb lieferte die Floridsdorfer Lokomotivfabrik von 1894 bis 1919. Die Maschinen hatten im Gegensatz zu ihren Vorgängerinnen zwei statt einer Laufachse unter dem Stütztender. Sie bewältigten bis zur Betriebsumstellung im Jahr 1966 mit der JDŽ-Reihenbezeichnung 97 den Verkehr auf den Zahnradstrecken. Der Betrieb mit einer größeren Variante der IIIc5 (später JDŽ-Reihe 196) bewährte sich nicht.
Um die Wende vom 19. zum 20. Jahrhundert wurde der stetig anwachsende Verkehr auf den Adhäsionsabschnitten vor allem mit Lokomotiven der Bauart Klose (IIIa5, später JDŽ-Reihen 185 und 186) bewältigt. In den ersten Jahren des 20. Jahrhunderts überholte der technische Fortschritt aber diese komplizierte Konstruktion. Die Entwicklung des Krauss-Helmholtz-Lenkgestells in Verbindung mit seitlich verschiebbaren Kuppelachsen ermöglichte den Bau von mehrfach gekuppelten und zugleich gut bogenläufigen Dampflokomotiven. Große Bedeutung hatten die zahlreichen ab 1903 von Krauss Linz und der MAVAG gelieferten Schlepptenderlokomotiven der Baureihe IVa5, die später bei den Jugoslawischen Staatsbahnen als Reihe 83 bezeichnet wurden. Mit über 180 Stück wurden diese Loks bis 1949 nachgebaut. Die verstärkten Nachfolger der JDŽ-Baureihe 85 kamen ab 1930 zum Einsatz, zwischen Konjic und Mostar konnten diese wegen der engen Radien von nur 80 m aber nicht eingesetzt werden.

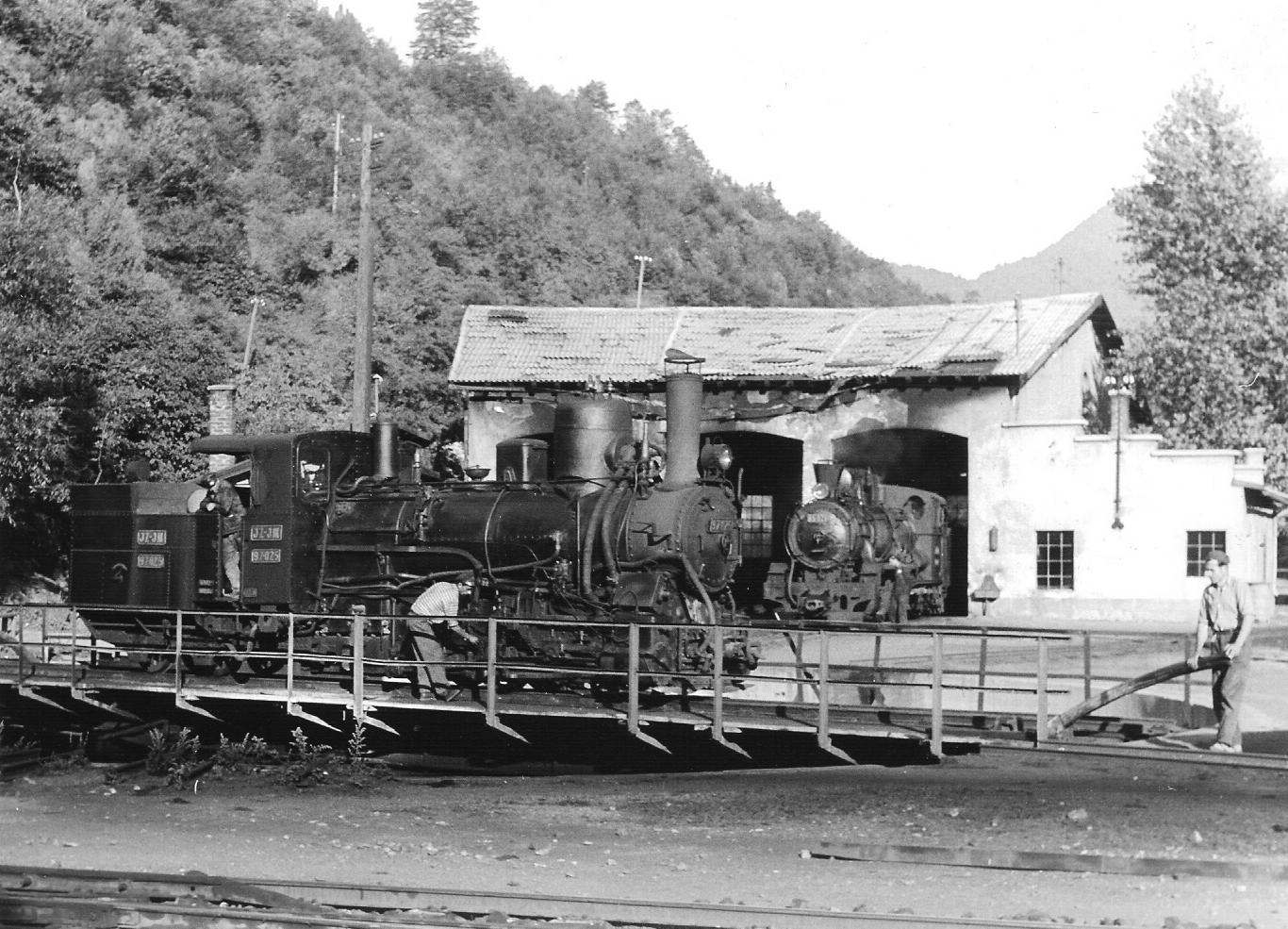
Zahnradbahnlokomotive 97-025 der JDŽ beim Wenden auf der Drehscheibe in Bradina. Im Rundschuppen ist eine Schnellzuglokomotive der Reihe 85 zu erkennen.
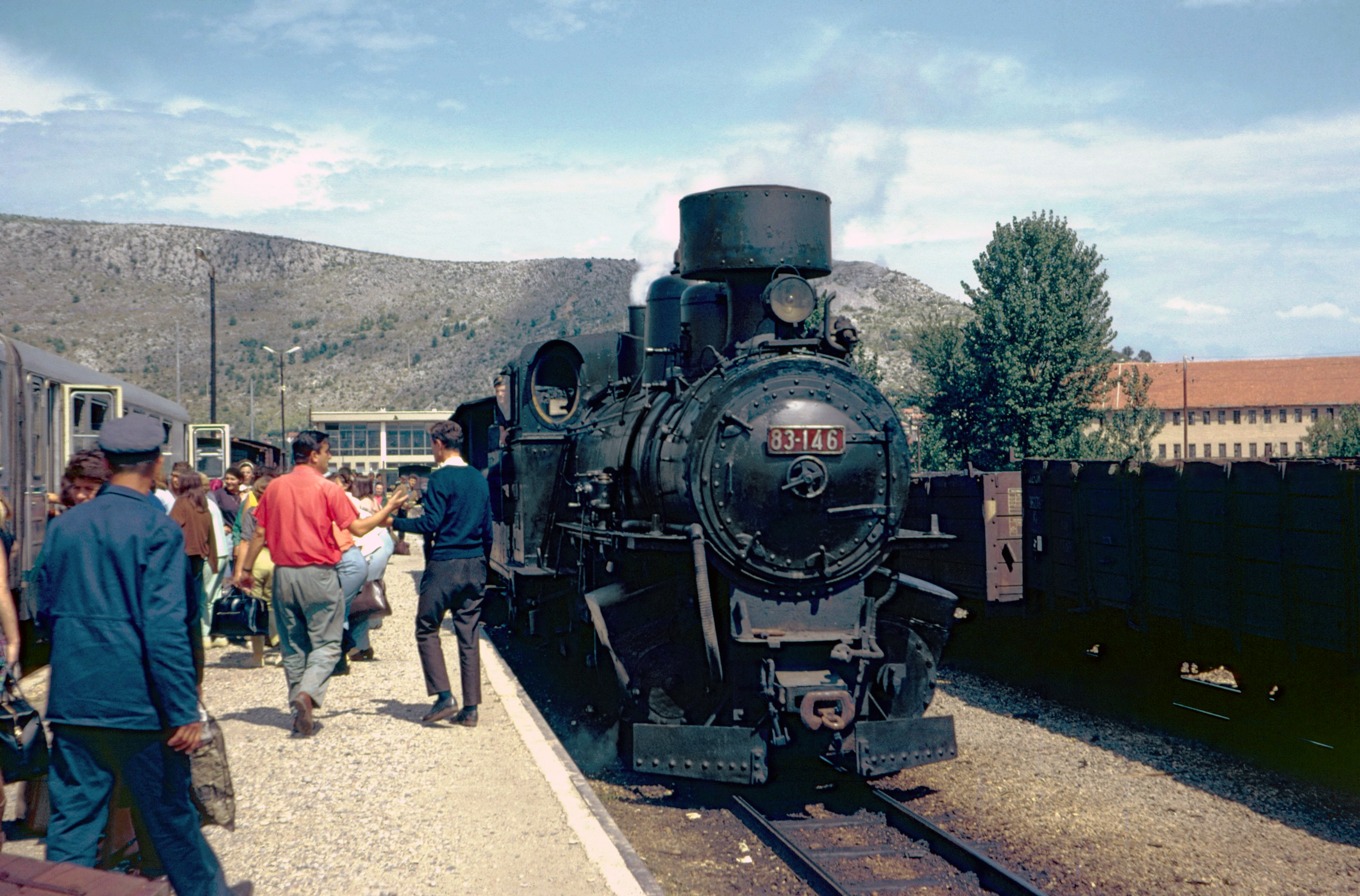
Lokomotive 83-146 mit einem Personenzug in Čapljina, 1968.
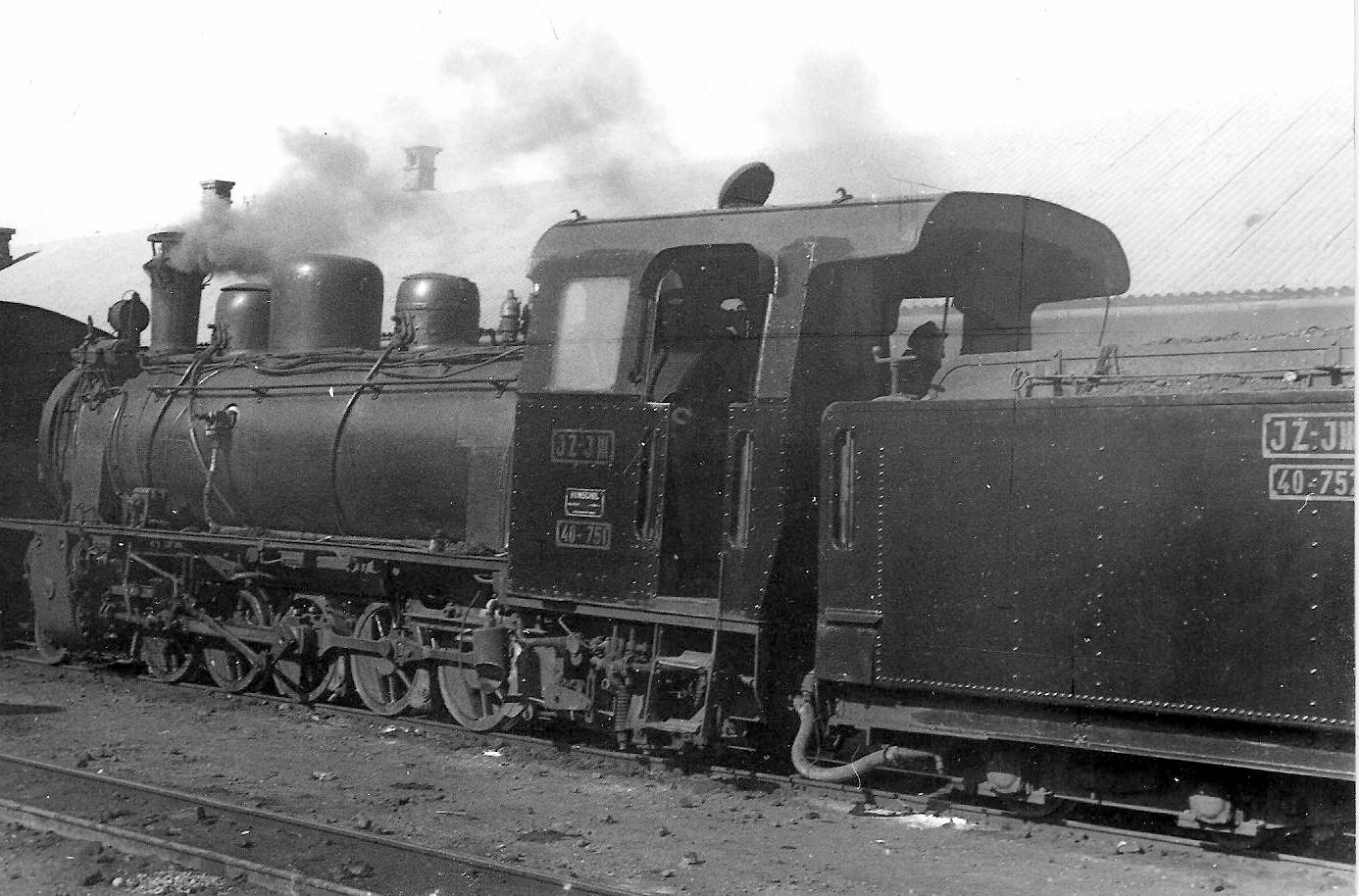
Schlepptenderlokomotive 40-751 im Jahr 1965 im Neretvatal.
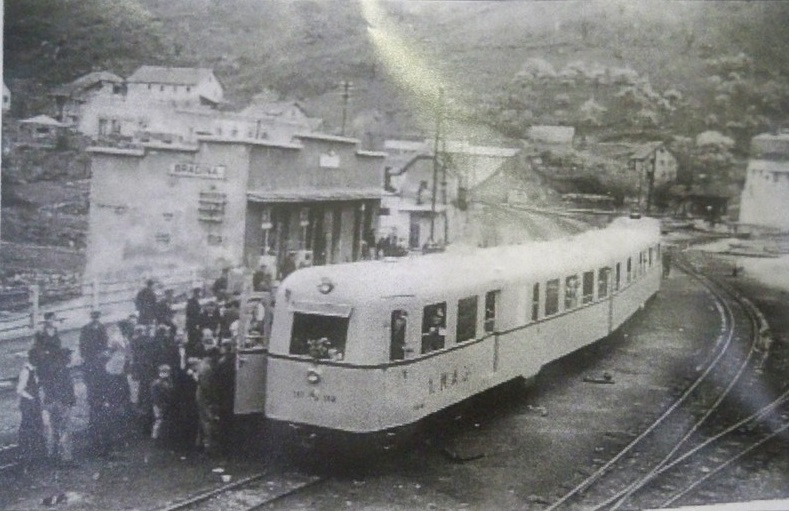
Neben Dampflokomotiven setzten die JDŽ ab 1938 auch Dieseltriebwagen ein. Einheit der Reihe 488 in Bradina, 1946.
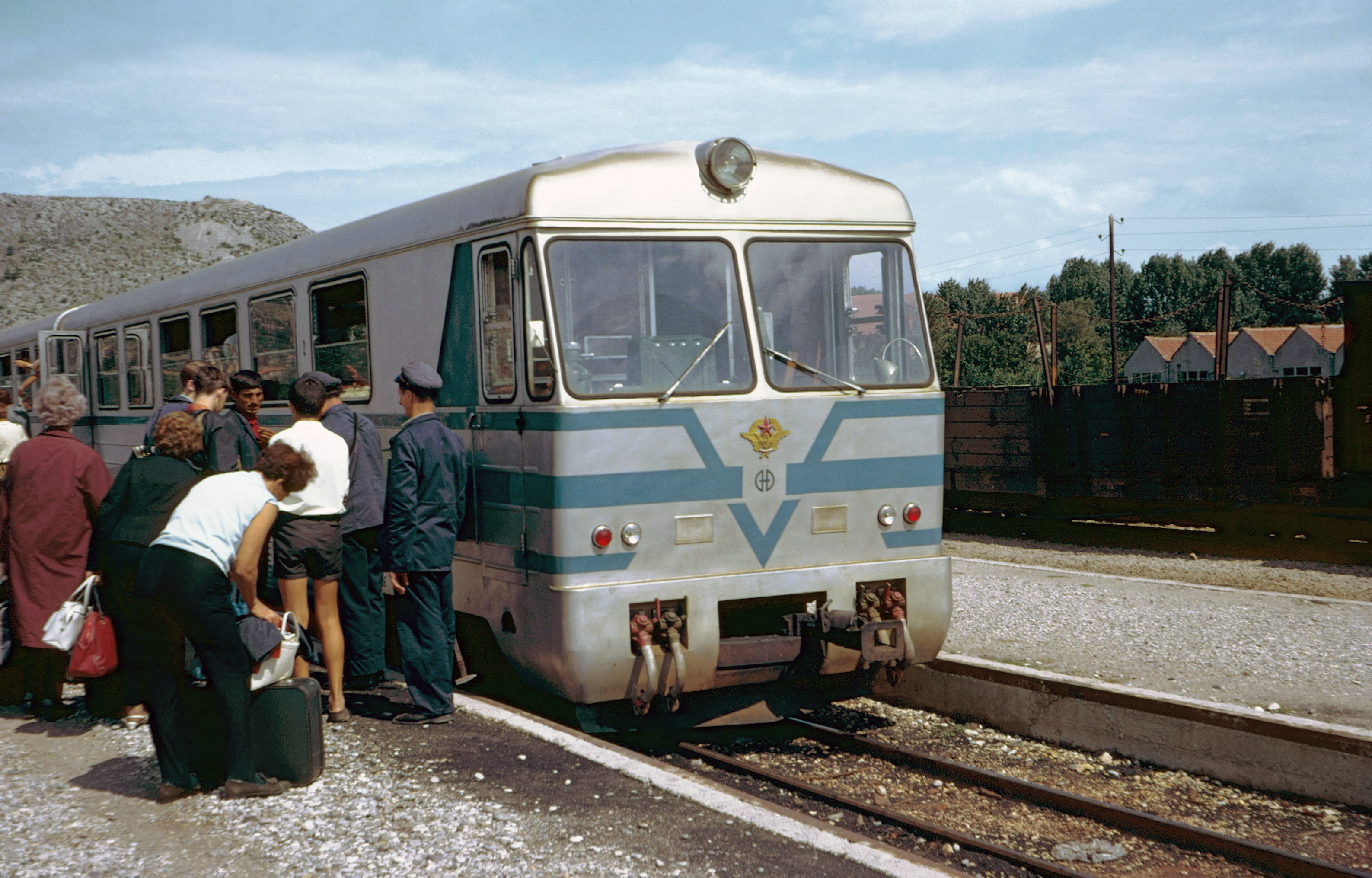
Dieseltriebwagen der zweiten Generation, Reihe 802 im Jahr 1968 in Čapljina.

## Weitere Entwicklung

Mehrere Linienverlegungen ermöglichten in den 1930er Jahren die Verkürzung der Zahnstangenabschnitte.

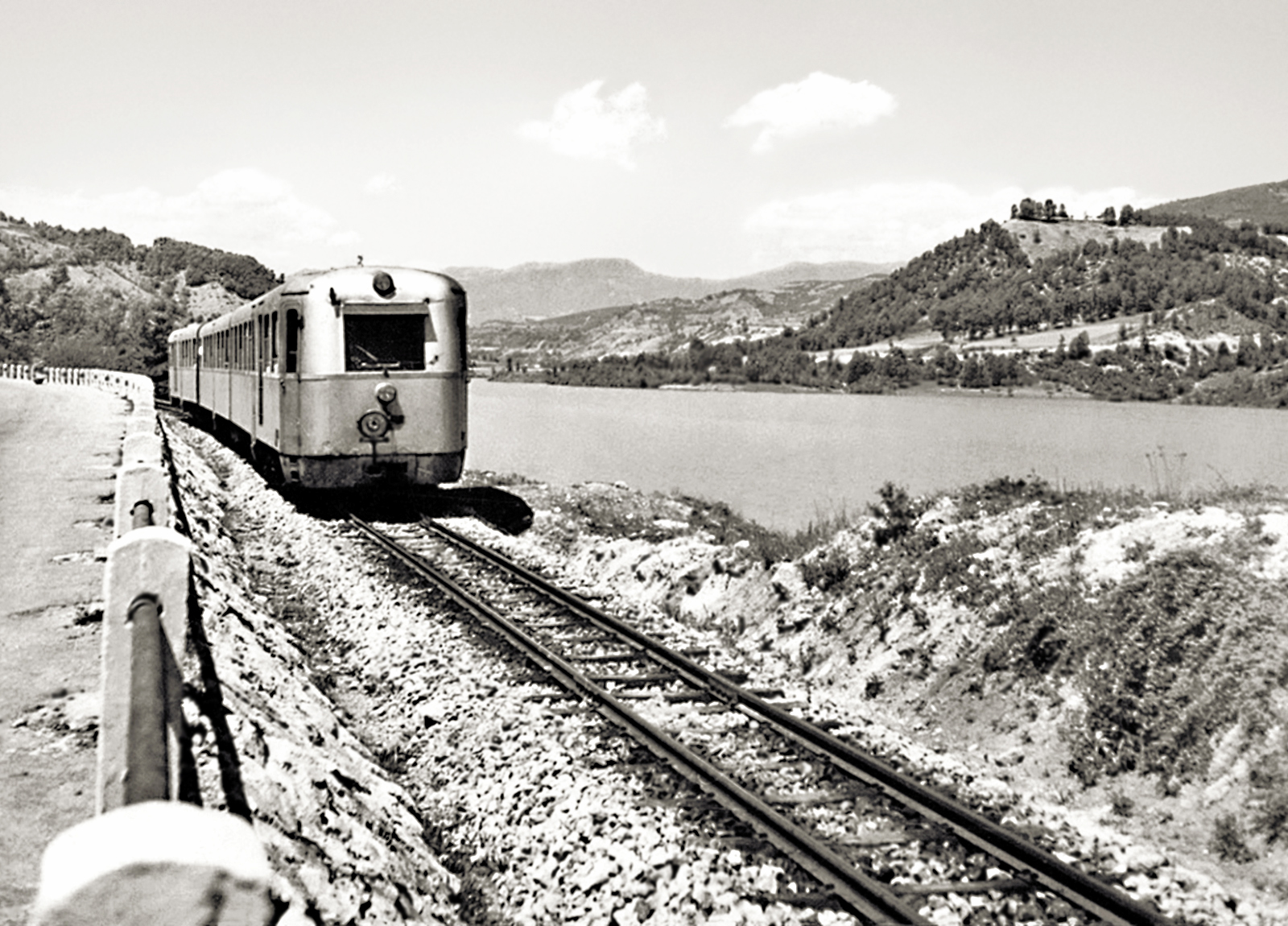
Triebzug der Reihe 801 am Jablaničko-Stausee

Mit der Zunahme des Güterverkehrs, insbesondere der Holztransporte, machte sich die beschränkte Kapazität des Neretvahafens in Metković bemerkbar. Auf der Neretva können nur Schiffe mit geringem Tiefgang verkehren und die Schifffahrtsrinne musste permanent ausgebaggert werden. Mit der Eröffnung der Narentabahn setzte auch eine touristische Entwicklung ein. Am Ivanpass entstanden Hotels und Ilidža wurde zu einem Nobelkurort ausgebaut. Um die Kapazität der Strecke zu steigern, wurden von den Bosnisch-Herzegowinischen Landesbahnen Pläne ins Auge gefasst, die Strecke nach dem Vorbild der Mariazellerbahn zu elektrifizieren. Ein 1912 detailliert ausgearbeitetes Projekt der Prager Firma Křižík, welches eine Elektrifizierung mit 11 000 Volt Wechselspannung unter Nutzung der Wasserkraft der Neretva vorsah, wurde jedoch von der Militärverwaltung wegen der Sabotageanfälligkeit der Infrastruktur abgelehnt.
Die Strecke Gabela–Zelenika mit der Abzweigung nach Dubrovnik-Gravosa wurde mehr aus militärischen als wirtschaftlichen Überlegen gebaut. Sie ermöglichte ab 1901 den Zügen die Weiterfahrt zu den dortigen Seehäfen, allerdings mit einem weiten und steigungsreichen Umweg. Erst 1942 wurde die direkte Verbindung von Metković zum neu erbauten Seehafen Ploče dem Verkehr übergeben.
Ab 1928 war die durchgehende Verbindung von Belgrad nach Dubrovnik befahrbar. Sie führte zunächst nach Užice, weiter über die Šarganbahn nach Vardište und von dort weiter über die bosnische Ostbahn nach Sarajevo. Durchgehende Züge führten Schlaf- und Speisewagen mit. Aufgrund der möglichen Wagenkastenmaße mussten die Betten in den Schlafwagen in Wagenlängsrichtung angeordnet werden. Die Zahnstangenabschnitte am Ivan mit entsprechend geringer Geschwindigkeit und den notwendigen Lokomotivwechseln beschränkten die Kapazität der Strecke jedoch stark. Bereits damals tendierte man in Richtung eines regelspurigen Ausbaus der Strecke Sarajevo–Ploče, aus finanziellen Gründen konnte der Umbau jedoch nicht realisiert werden.
Eine Doppelkehre beim neu und höher angelegten Bahnhof Raštelica und ein neuer, 3223 Meter langer Ivan-Tunnel ermöglichten die Verkürzung der Zahnstangenstrecke um rund 6,7 Kilometer durch den Entfall der Strecke über den Ivan-Pass. Der deutlich tiefer gelegene Tunnel der am 10. April 1931 eröffneten Linienführung war bereits mit regelspurigem Lichtraumprofil errichtet worden und wird heute von der Bahnstrecke Sarajevo–Ploče genutzt. Er mündet direkt in den Bahnhof Bradina und besitzt auf der Südseite zwei Portale, da beim späteren Umbau auf Normalspur die Gleisachse etwas geändert wurde. Die Betriebslänge verkürzte sich durch den Umbau um ca. 500 Meter.
Ab dem 27. Oktober 1935 konnte zwischen Pazarić und Tarčin mit einer weit ausholenden neuen Streckenführung und einem 342 m langen Scheiteltunnel bei Osenik ebenfalls der Zahnradbetrieb entfallen. Durch die um ca. 1100 Meter verlängerte Strecke verringerte sich die maximale Steigung von vorher 35 ‰ zwischen Pazarić und Osenik auf 15 ‰, von Osenik bis Tarčin dagegen nur auf 20 ‰. Damit verblieb nur mehr der Zahnstangenbetrieb auf rund 8,5 Kilometern zwischen Podorošac und Bradina.
Ab 1938 wurden die von Ganz gebauten Diesel-Schnelltriebwagen der JDŽ-Reihe 448 (später JŽ-Baureihe 801) auf Fernverbindungen eingesetzt. Sie bewältigten die Steilrampen auch ohne Zahnradantrieb und ermöglichten zwischen Belgrad und Dubrovnik Fahrzeiteinsparungen von mehreren Stunden.
Am 20. Mai 1951 wurde die Strecke vom alten Bahnhof in Sarajevo nach Sarajevo Novo verlängert, dem neuen Endbahnhof der normalspurigen Bosnabahn nach Šamac. Dieser Abschnitt diente aber nur dem Personenverkehr.

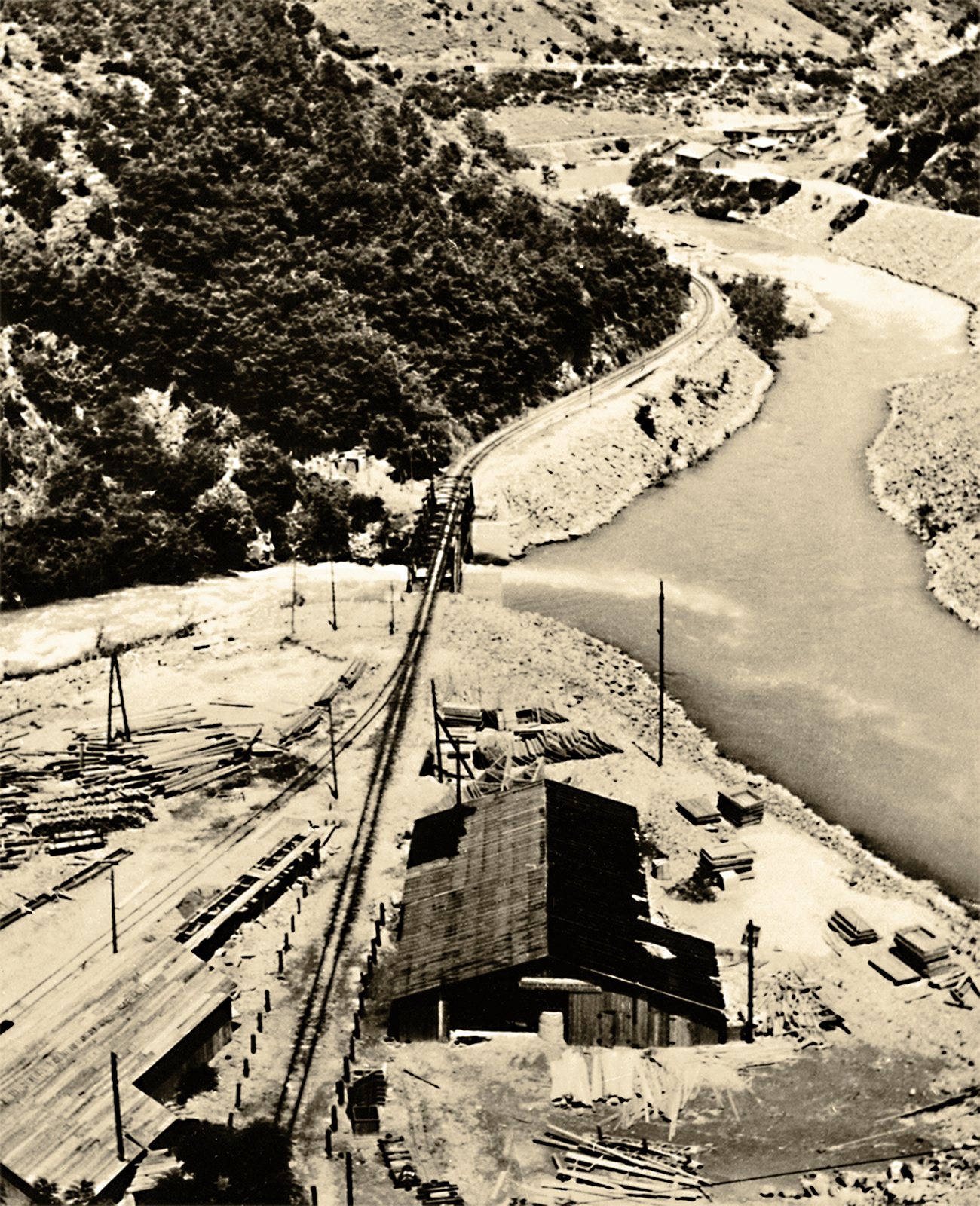
Anschlussgleis bei Rama zum Staudammbau

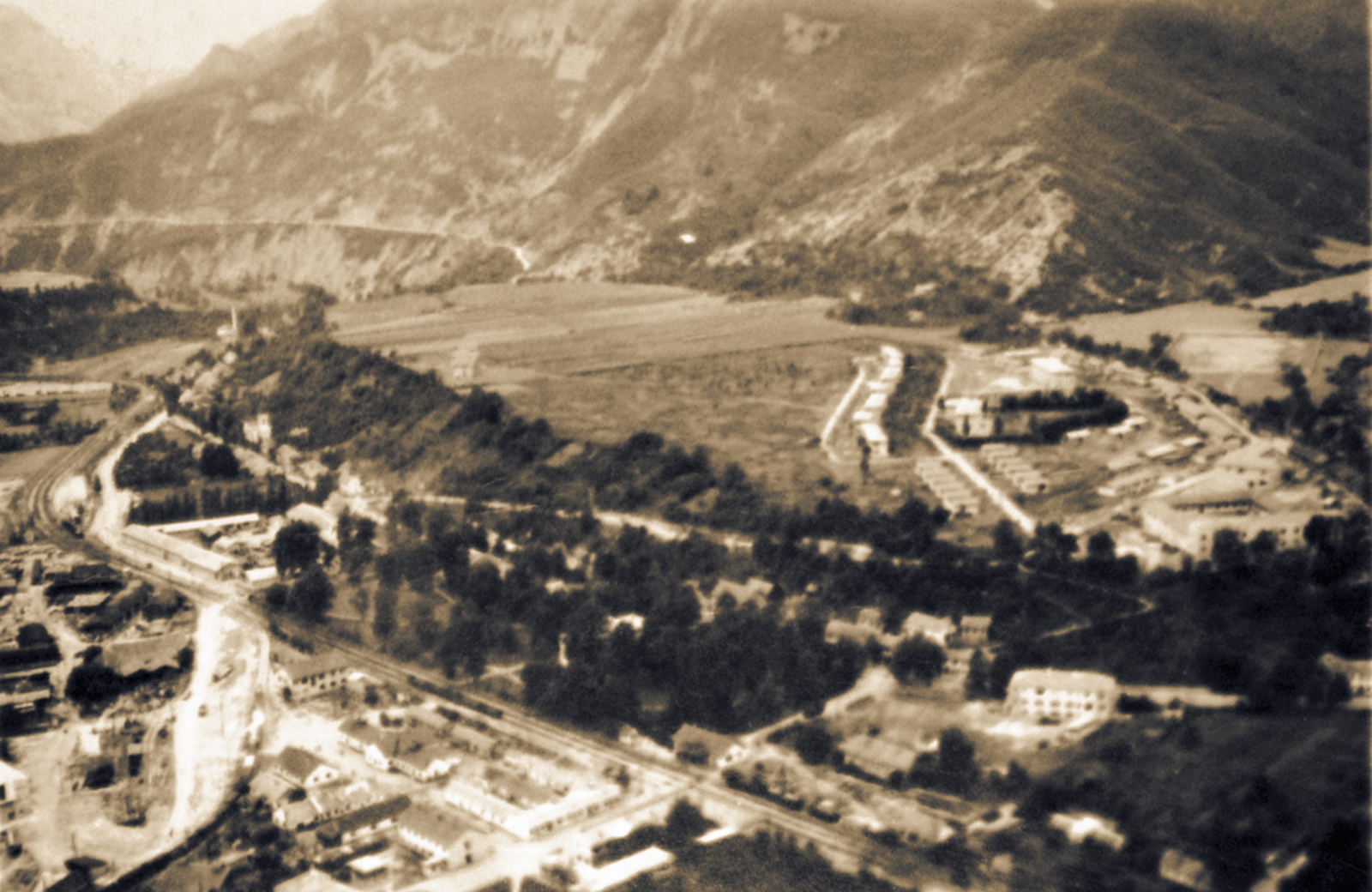
Übersicht über die neue Streckenführung in Jablanica

Eine weitere große Änderung betraf den Abschnitt Konjic–Jablanica in den 1950er Jahren. Wegen des beginnenden Baus eines Wasserkraftwerks in der Nähe des damaligen Rama wurde die Strecke gleich südlich von Konjic auf die andere Neretva-Seite verlegt, die dortige Brücke existiert als einspurige Straßenbrücke heute noch. Dann folgte die Umgehungsstrecke der heutigen Hauptstraße bis Ostrožac, darum befanden sich auf diesem Abschnitt auch einige von Fotos gut bekannte Straßenbrücken mit darauf verlegtem Streckengleis. Ab Ostrožac mussten zur Durchquerung der Bergkette einige Tunnel und Viadukte erstellt werden, welche bereits für den Regelspurbetrieb dimensioniert wurden. Am südlichen Ende des 1975 m langen Crnaja-Tunnels verließ die Neubautrasse die spätere Linienführung der Regelspurbahn und fiel mit 28 ‰ hinab nach Jablanica. Über eine weitere mitbenutzte Straßenbrücke wurde erneut die Neretva gequert und der an anderer Stelle dafür neu errichtete Bahnhof Jablanica erreicht. Wegen der starken Steigung auf diesem Abschnitt mussten schwere Züge Richtung Sarajevo bis zum Tunnelportal jeweils nachgeschoben werden, wie im Film „Schmalspurdampf im bosnischen Gebirge“ gut zu erkennen. Offenbar wurde die Schiebelokomotive dabei nicht gekuppelt, wie man bei Minute 21:00 in diesem Film gut erkennen kann, als die Lok vor dem langen Tunnel während der Fahrt zurückbleibt. Dieser Abschnitt wurde am 28. April 1954 eröffnet und blieb noch bis zum 5. November 1966 in Betrieb, teilweise auch als Dreischienengleis während der verschiedenen Bauabschnitte. Die alte Linienführung wurde von Jablanica ausgehend noch als Materialbahn zum Bau des Staudamms genutzt, der oberhalb gelegene Teil versank später fast vollständig im Stausee.
Weil die schmalspurige Narentabahn den Verkehrsbedürfnissen Jugoslawiens zunehmend nicht mehr genügte, wurde sie ab 1963 zu einem großen Teil neu trassiert und auf Normalspur umgebaut. Während der Bauphase wurde die Linienführung der Schmalspurbahn immer wieder angepasst und wies dabei einige Dreischienengleisabschnitte auf. Am 5. November 1966 wurde der Schmalspurbetrieb eingestellt und nach dreiwöchiger Umbauzeit wurde am 26./27. November 1966 die Bahnstrecke Sarajevo–Ploče neu eröffnet. Durch den Bau weiterer Neretvakraftwerke unterhalb von Jablanica wurde die Trasse der Schmalspurbahn später auf vielen Kilometern überflutet.
Lediglich der Abschnitt Čapljina–Gabela verblieb bis 1976 parallel zur Normalspur in Betrieb, da für die nun notwendigen Zugförderungsanlagen der Dalmatinerbahn in Gabela kein Platz vorhanden war. Zuvor hatten die Lokwechsel in Mostar stattgefunden. Dazu wurde neben dem neuen Bahnhof in Čapljina ebenfalls eine neue Abfahrtsstelle der Schmalspurbahn und neue Depotanlagen errichtet.

### Heutiger Zustand
Auch fast 60 Jahre nach Einstellung der alten Narentabahn lassen sich noch zahlreiche Spuren vor Ort finden. Von Pazarić beginnend lässt sich die weit ausholende Trasse von 1935 gut im Gelände verfolgen, wohingegen der Zahnradabschnitt weitgehend von der Magistralstraße M17 überbaut wurde. Der Scheiteltunnel bei Osenik wird heute als Pilzzucht genutzt, etwas oberhalb verläuft am westlichen Ende des Tunnels ein Damm der steileren alten Linie. Im Gefälleabschnitt auf dem Weg nach Tarčin kreuzten sich die beiden Strecken, um das Gefälle der Neubaustrecke geringer zu halten. Ebenso wie das Bahnhofsgebäude von Tarčin sind die beiden von Raštelica auch noch vorhanden. Die Zahnrad-Strecke über den Ivanpass ist ebenfalls unter der damals neu gebauten M17 verschwunden, samt dem dazu vergrößerten alten Ivan-Tunnel. Die doppelte Kehre der Neubaustrecke wird hingegen heute teilweise als Zufahrtsweg genutzt und unterquert(e) dabei zwei Mal die Normalspurbahn mittels Brücke und einem verschütteten Tunnel. Kurz vor dem neuen Ivan-Tunnel vereinigen sich dann beide Trassen.
Auch im Abschnitt Bradina–Podorašac ist die Strecke noch fast durchgehend begeh- oder befahrbar, nur drei eingestürzte Tunnel sind nicht mehr passierbar. Die bekannte Fischbauch-Trägerbrücke über die Luka-Schlucht existiert auch noch immer zwischen zwei der längeren Tunnels, welche teilweise auch mit Rauchabzügen versehen waren und sind. Am Kreuzungsbahnhof Brđani pod Ivanom, welcher für die Wasserversorgung der Dampflokomotiven einst große Wichtigkeit besaß, hat ein ehemaliger Bahnmitarbeiter eine kleine Ausstellung neben dem restaurierten Bahnhofsgebäude eingerichtet. Im engen und stark bebauten Tal zwischen Podorašac und Konjic sind kaum Spuren zu finden. Der ehemalige Rundschuppen in Konjic wird von einer Werkstatt genutzt.
Während die alte Strecke über Rama bald im Stausee verschwindet, ist die Neretvabrücke der Umgehungsstrecke noch als Straßenbrücke in Verwendung. Weitere Spuren finden sich dann erst wieder oberhalb von Jablanica, dort führt eine Nebenstraße von der Normalspurbahn hinab zum Ort. An der aus einem Film (Die Schlacht an der Neretva) bekannten, nach der Sprengung heute noch im Flussbett liegenden Gitterbrücke wurde die Lokomotive 73-018 als Denkmal aufgestellt. Es handelte sich dabei aber um eine nach dem Zweiten Weltkrieg errichtete Konstruktion, die Originalbrücke wurde während der Kampfhandlungen mehrfach beschädigt bzw. zerstört.
Bis zum ehemaligen Bahnhof Prenj kann man der Trasse auf einem Fahrweg noch folgen, etwas unterhalb verschwindet sie im Stausee des Wasserkraftwerks Grabovica. Der einst schönste und wildeste Abschnitt der Bahn ist damit leider unter dem See verschwunden, auch die mehrfach zerstörte und umgebaute Neretva–Brücke bei Aleksin Han. Unterhalb des Kraftwerks wird die Bahntrasse auf einigen Kilometern wieder als Zufahrtsstraße genutzt, bevor sie im nächsten Stausee verschwindet. Vom Kraftwerk Salakovac bis Rastani ist die ehemalige Bahnstrecke als Schotterweg bzw. Nebenstraße in Verwendung, bevor sie in der dichten Bebauung von Mostar verschwindet. Das im Bürgerkrieg stark beschädigte Bahnhofsgebäude wurde später abgerissen und auch sonst erinnert hier nichts mehr an die weiträumigen Bahnanlagen.
Erst einige Kilometer weiter südlich lässt sich die Bahntrasse wieder im Gelände ausmachen und der Ciro-Radweg folgt der Bahn bis Čapljina, entweder direkt auf dem alten Bahndamm oder weitgehend parallel. Die Regelspurbahn folgt demselben Verlauf, weist aber einige Tunnels zusätzlich auf, womit sich die engeren Radien der Schmalspurbahn vermeiden ließen. Vor Čapljina kreuzen sich beide Linien noch zwei Mal, bevor die Ortschaft erreicht wird. Nach der Umstellung auf Regelspur im Jahr 1966 war Čapljina noch für einige Jahre Endpunkt der Dalmatinerbahn nach Dubrovnik, Zelenika und Nikšić (über Trebinje und Bileća), dazu wurde die Schmalspurbahn zum neuen Bahnhof verlegt. Bis zum ehemaligen Abzweigbahnhof Gabela verliefen beide Strecken parallel, ab dort wurde die Strecke nach Ploče auf selber Trasse umgespurt.

## Galerie

### Bilder aus der Anfangszeit

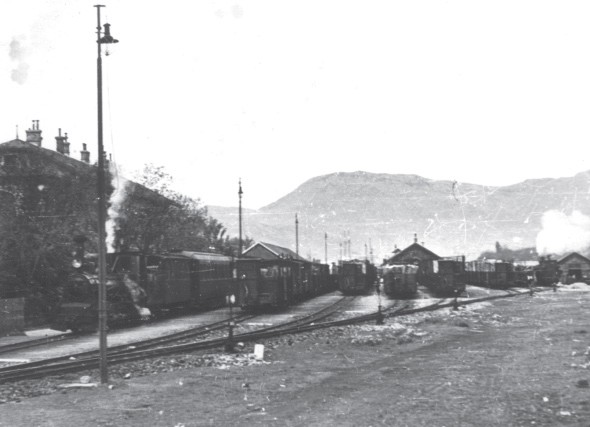
Im Bahnhof Metković nahm die Narentabahn ihren Ausgang.
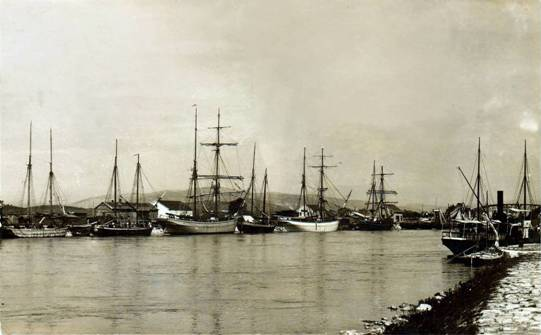
Der Neretvahafen Metković (um 1920) konnte nur von kleinen Schiffen erreicht werden.
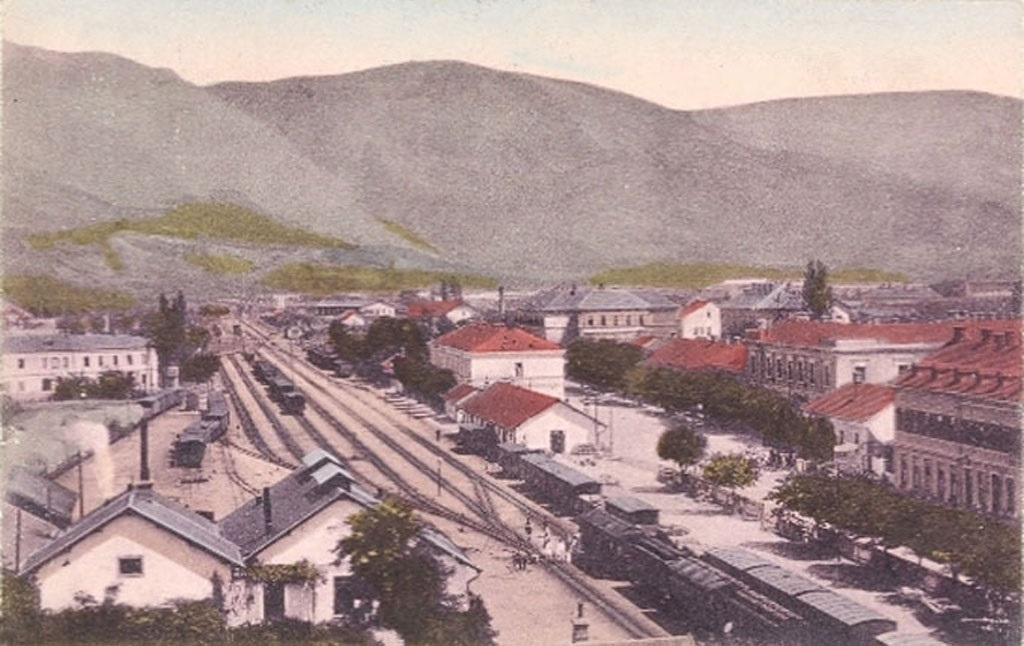
Bahnhof Mostar um die Jahrhundertwende.
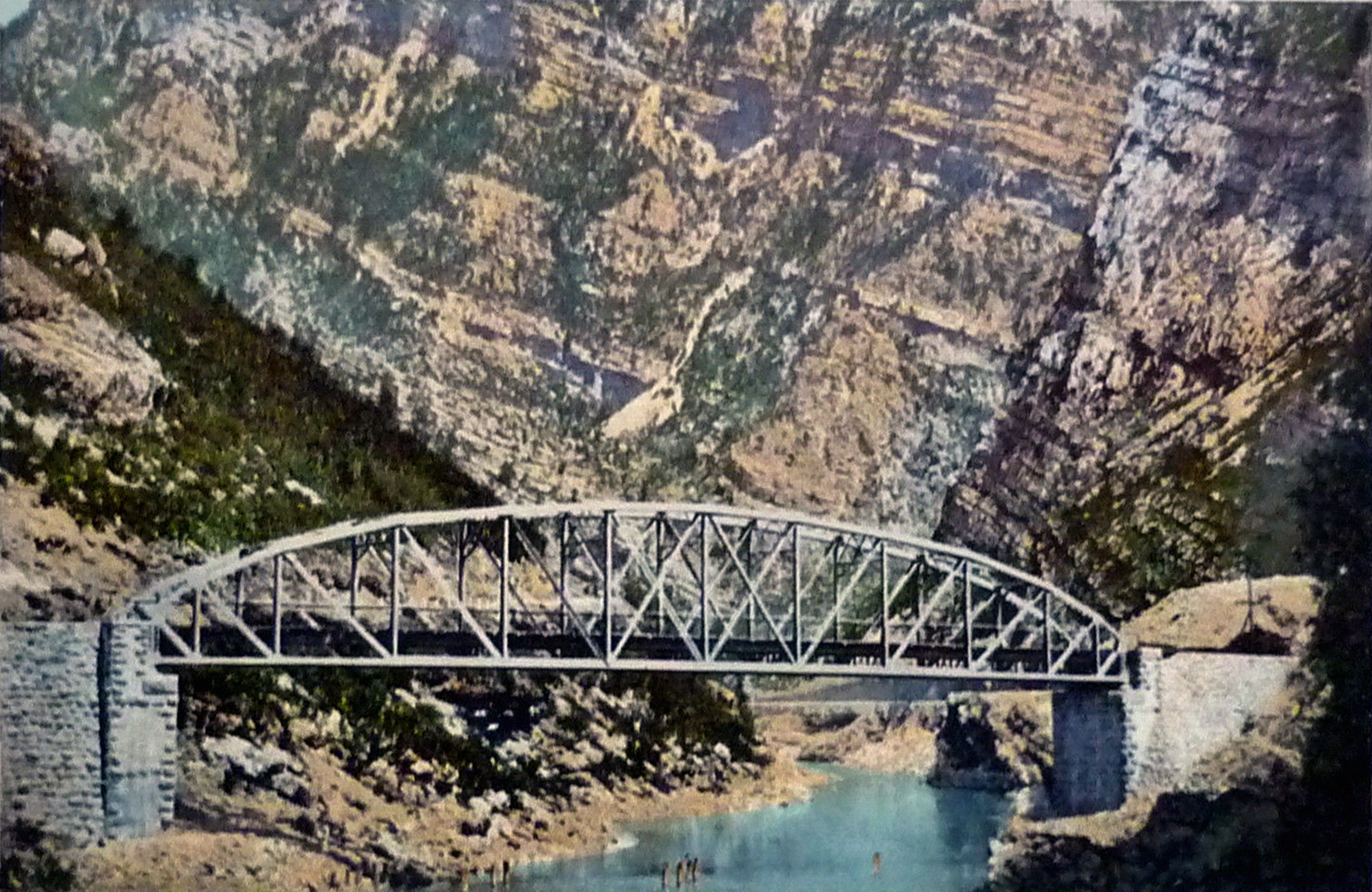
Die ursprüngliche Neretvabrücke in der Schlucht bei Aleksin Han
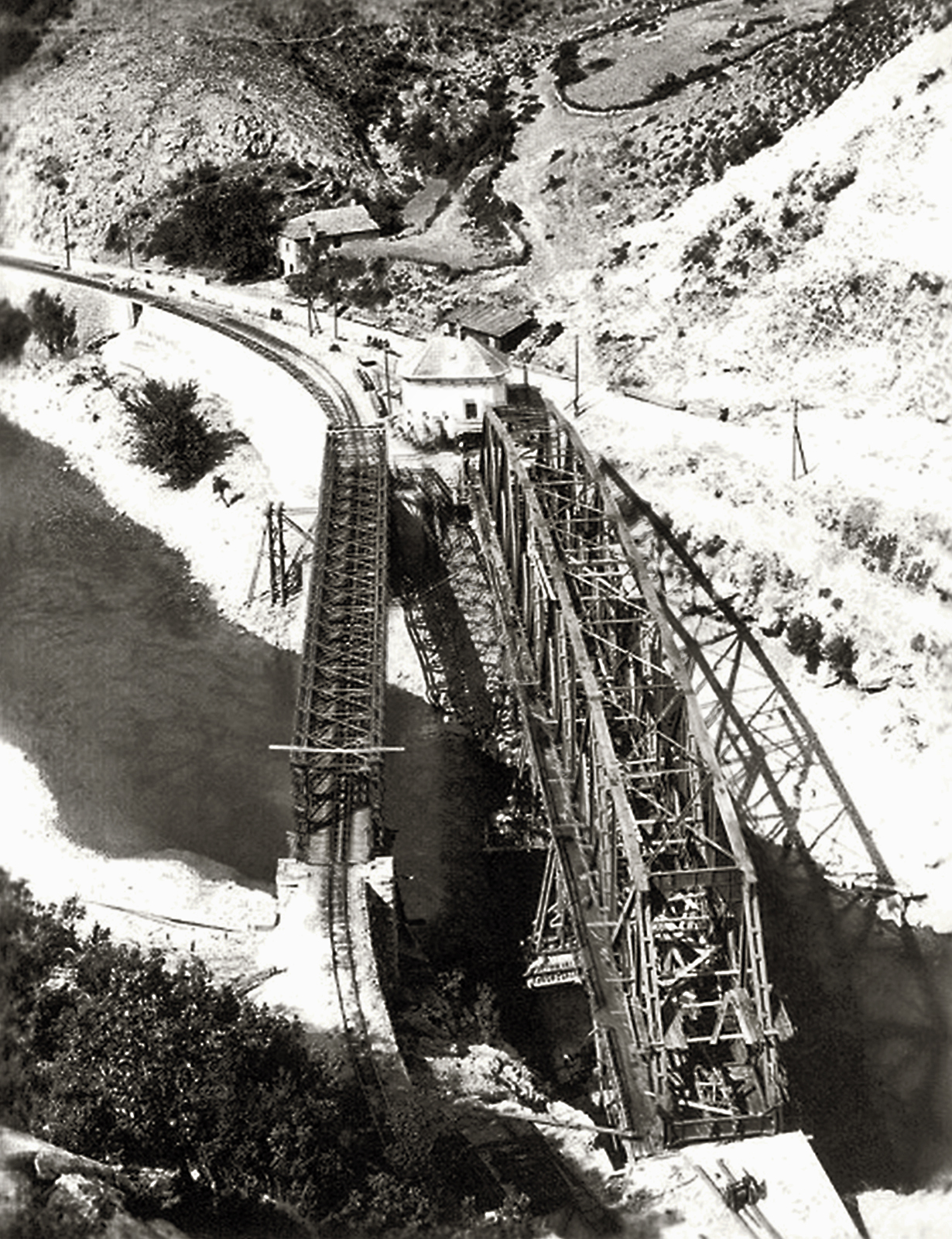
1928 wurde neben der provisorischen Ersatzbrücke eine neue Brücke errichtet und dabei der enge Zufahrtsradius etwas erweitert
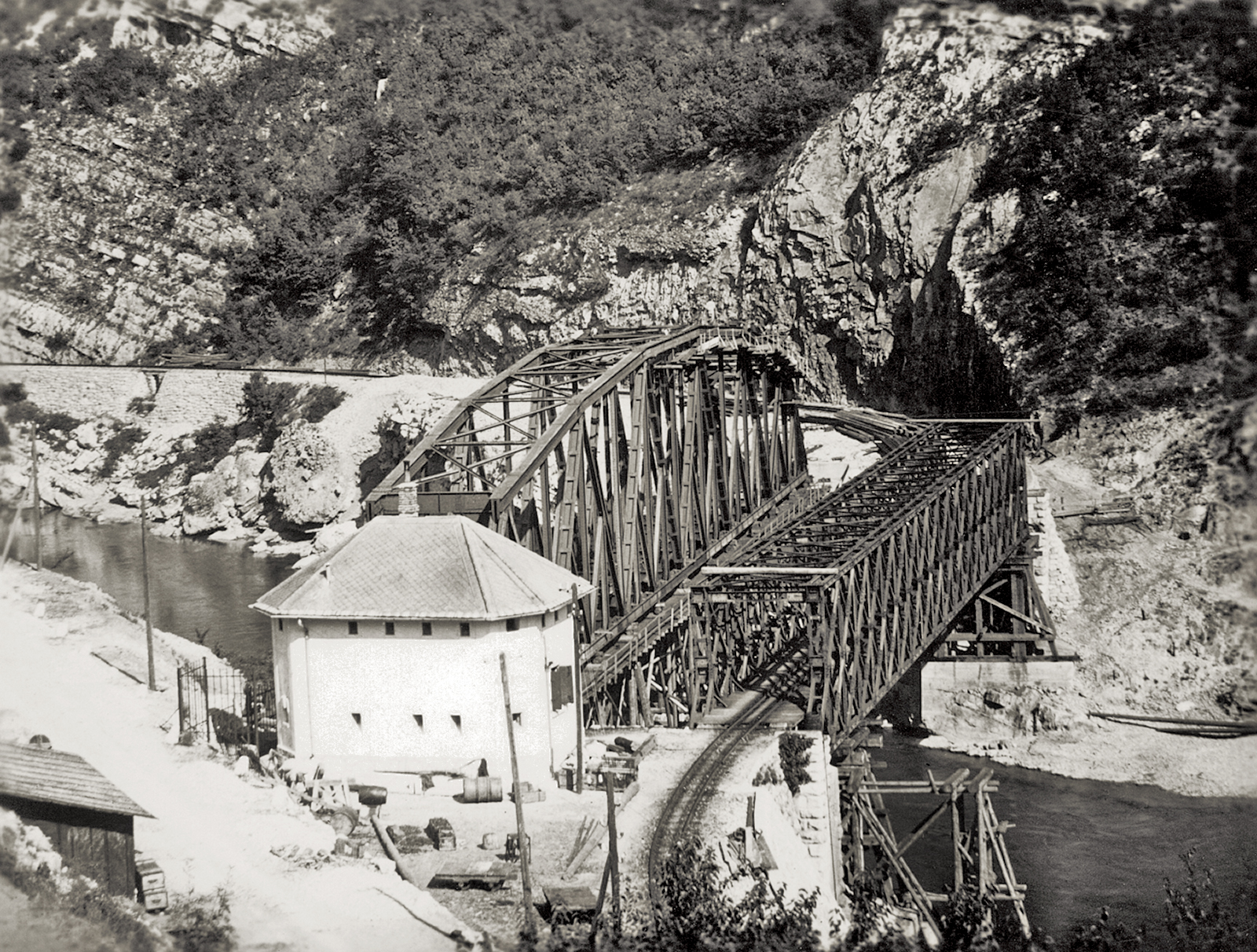
Die beiden Brücken aus einem anderen Blickwinkel
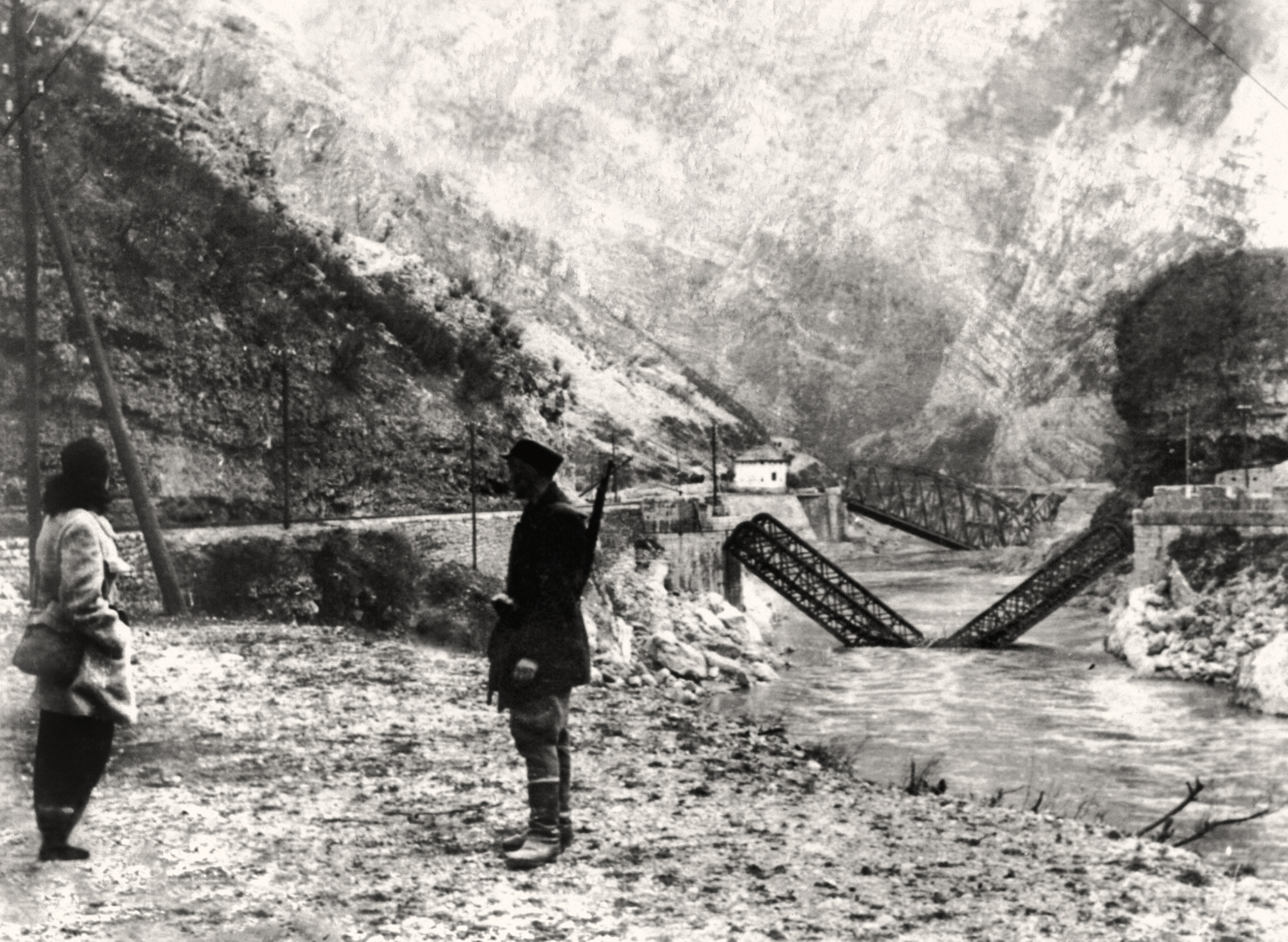
Die mittlerweile dritte Brücke wurde im Zweiten Weltkrieg wiederum zerstört
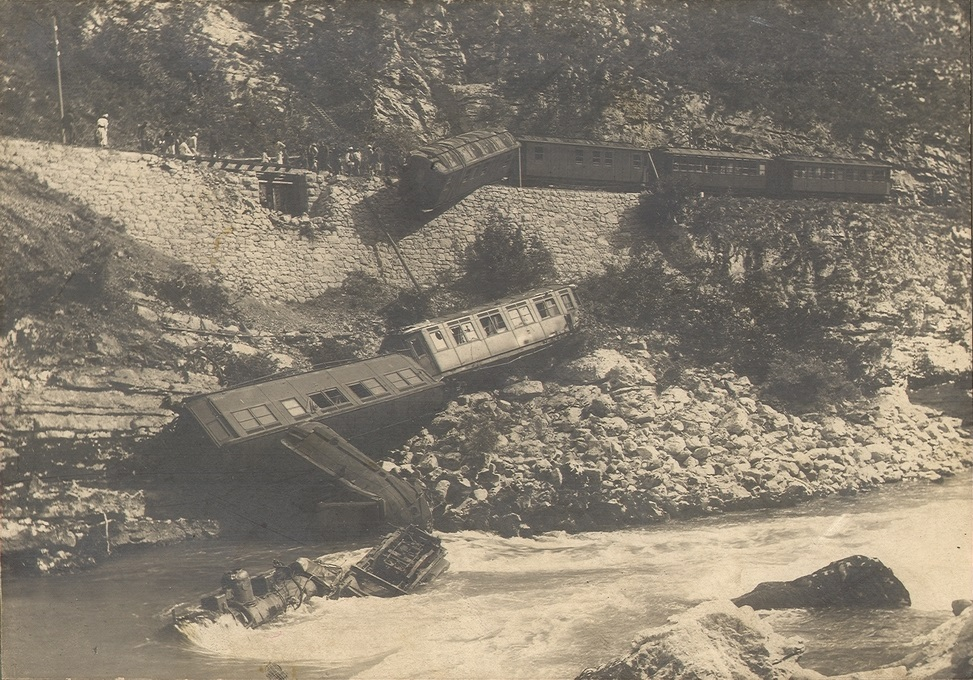
1913 stürzte die Lokomotive eines Schnellzugs in die reißende Neretva.
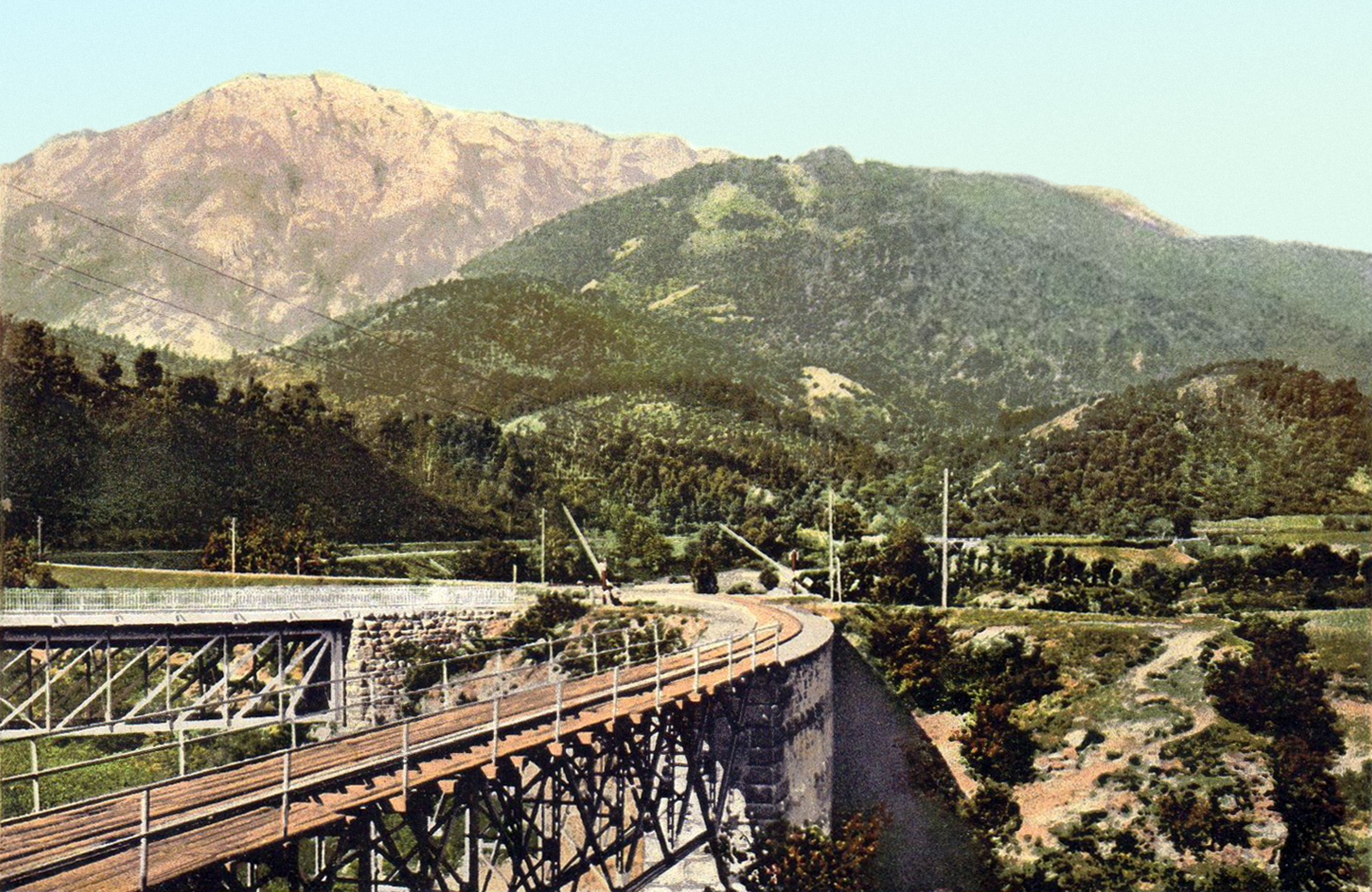
Die Doljanka-Brücke oberhalb von Jablanica
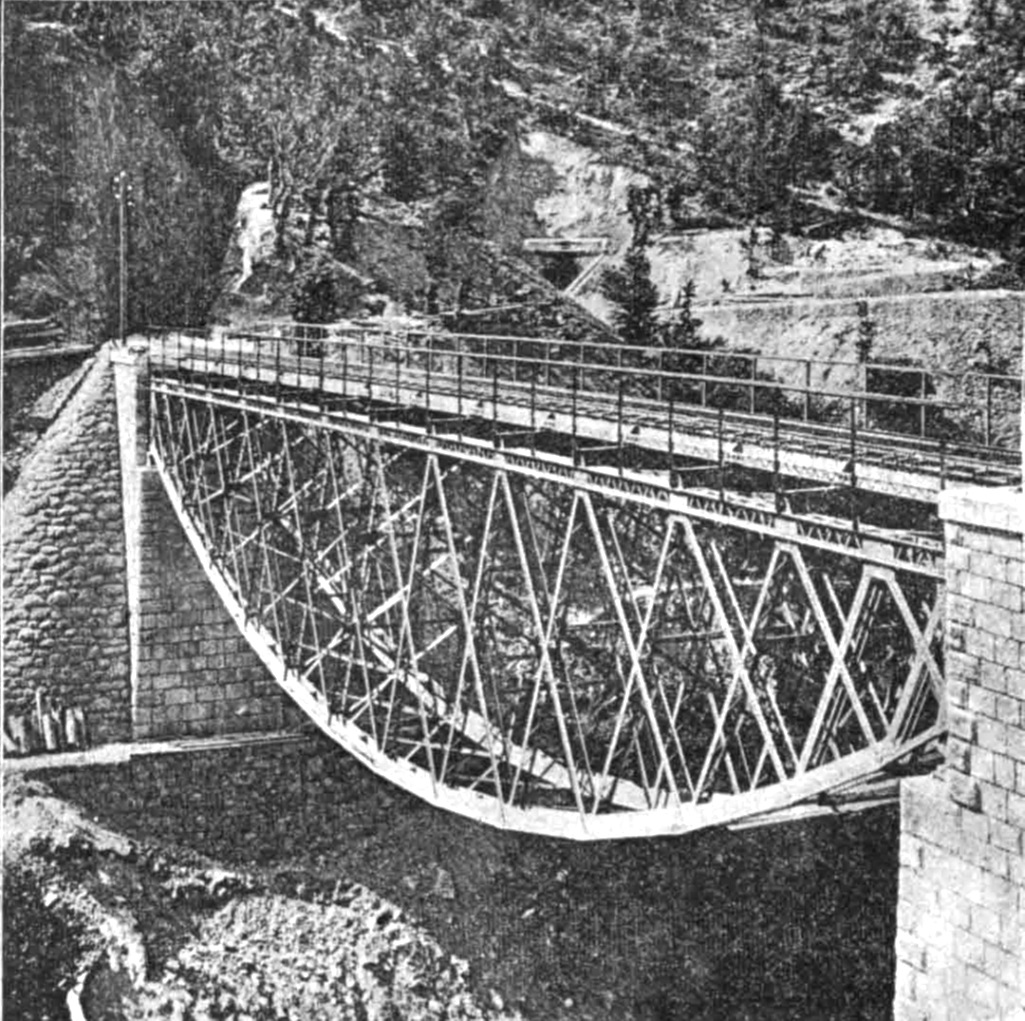
Zwischen Brđani (Brdjani) und Bradina überquerte eine 55 Meter lange Eisenbrücke die 57 Meter tiefe Lukaschlucht.
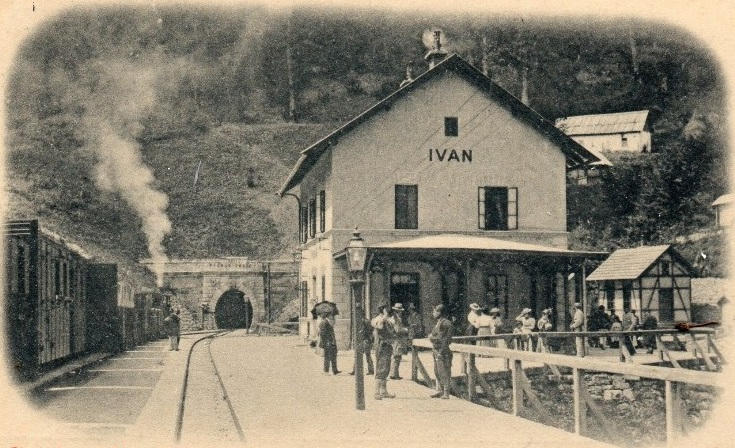
Station Ivan mit dem Portal des 648 Meter langen Ivan-Tunnels im Hintergrund.
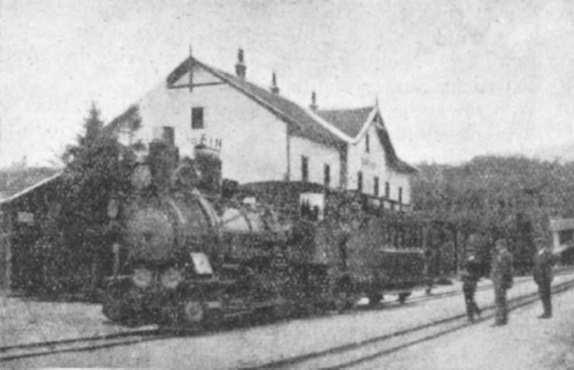
Zug mit einer Zahnradlokomotive der Reihe IIIb4 in der Station Tarčin.
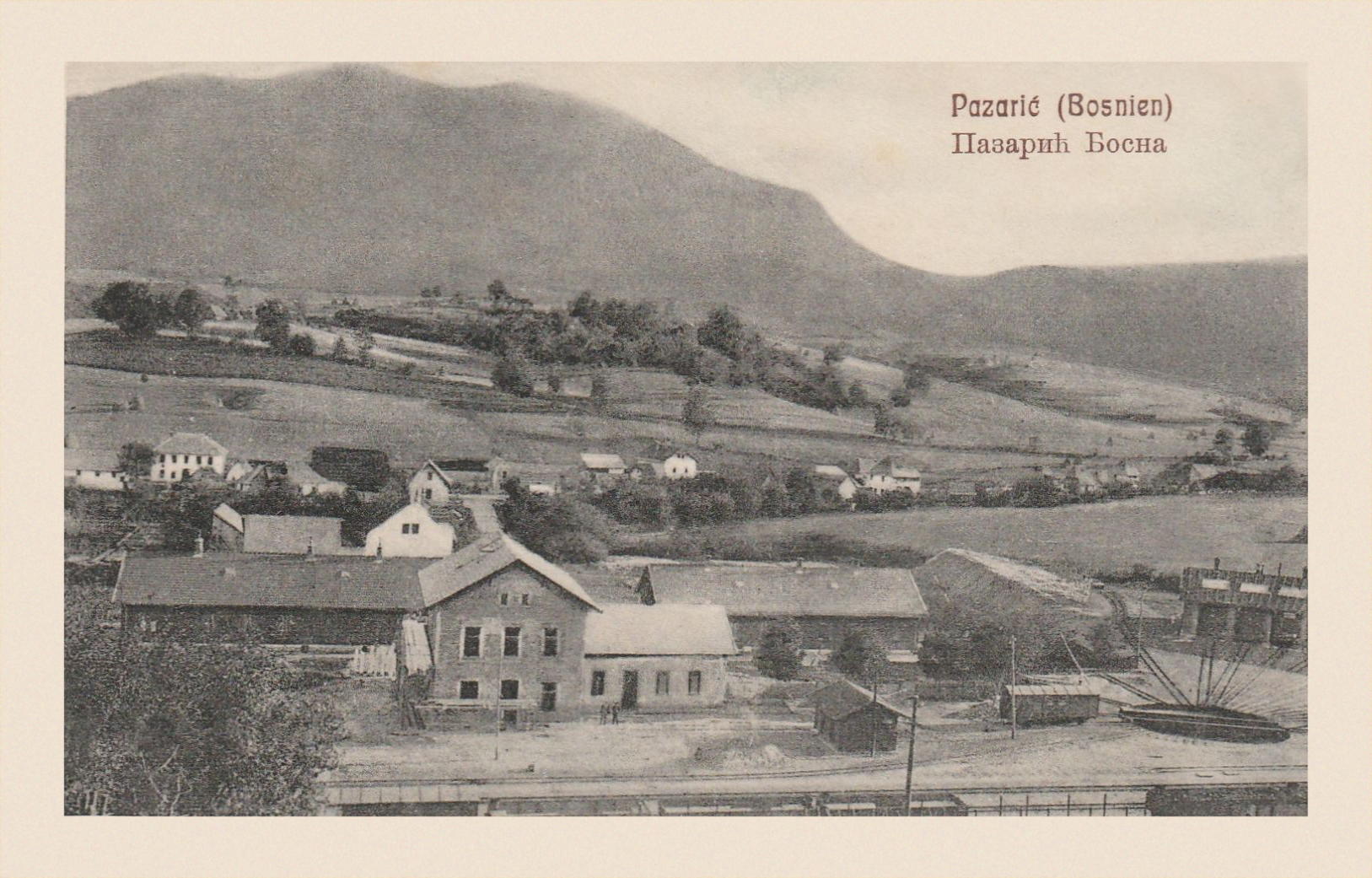
Der Bahnhof Pazarić um 1900 mit einem kleinen Rundschuppen für die Zahnraddampflokomotiven
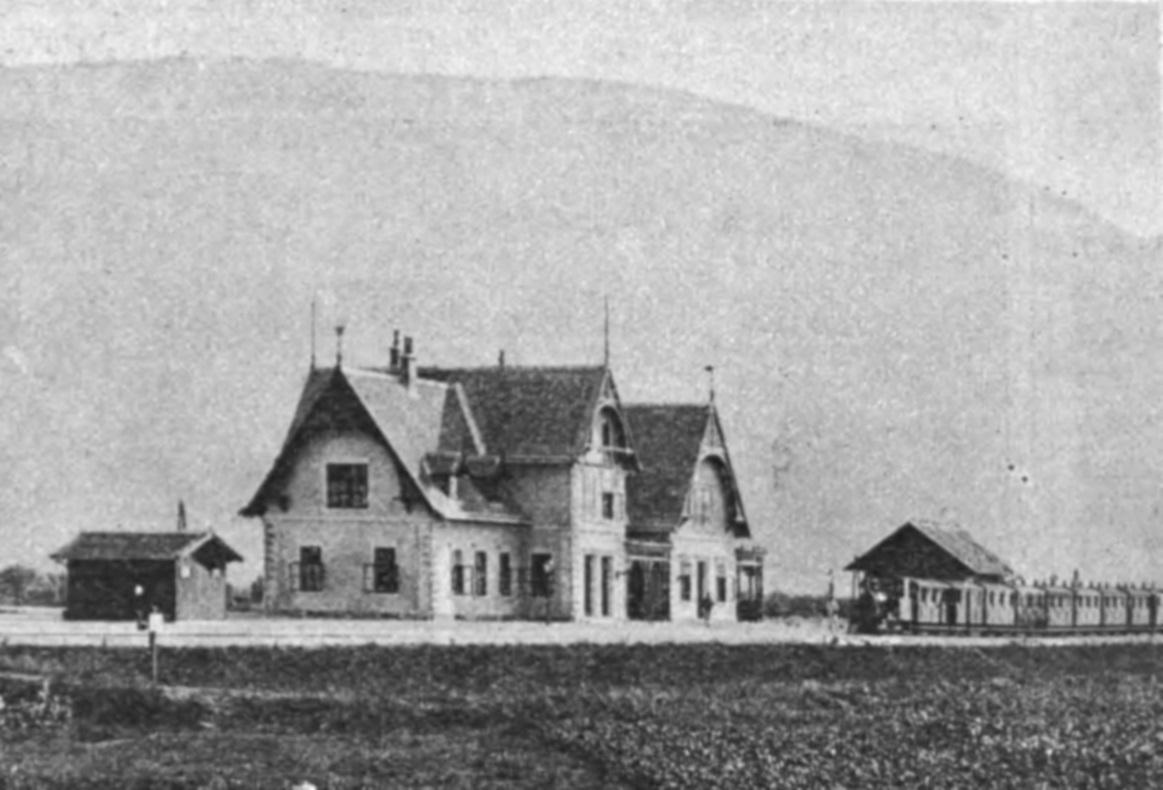
Die Station Ilidža erschloss den bekannten Badeort. Während der Badesaison verkehrten zwischen Sarajevo und Bad Ilidža täglich mehrere Lokalzüge.

### Bilder aus den 1940er Jahren bis zur Gegenwart

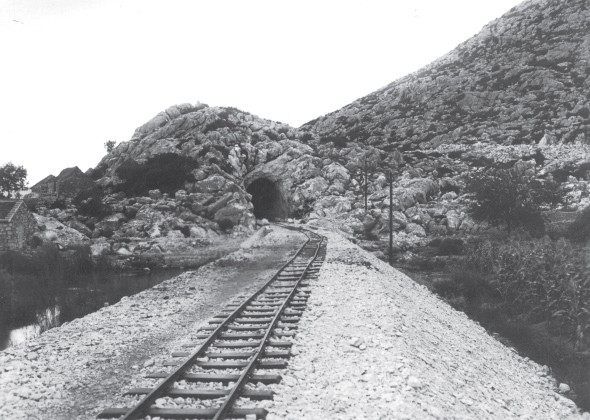
Erst spät wurde die Narentabahn bis an die Adria verlängert. Bau der Eisenbahnlinie zwischen Rogotin und Ploče um 1941.
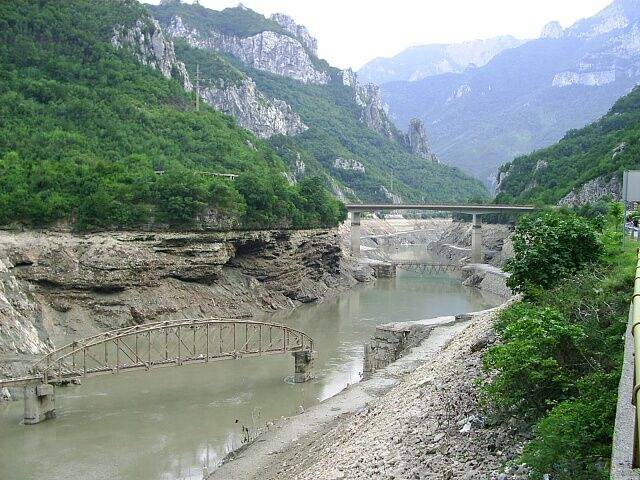
Der Grabovica-Stausee überflutet die Trasse der früheren Schmalspurbahn.
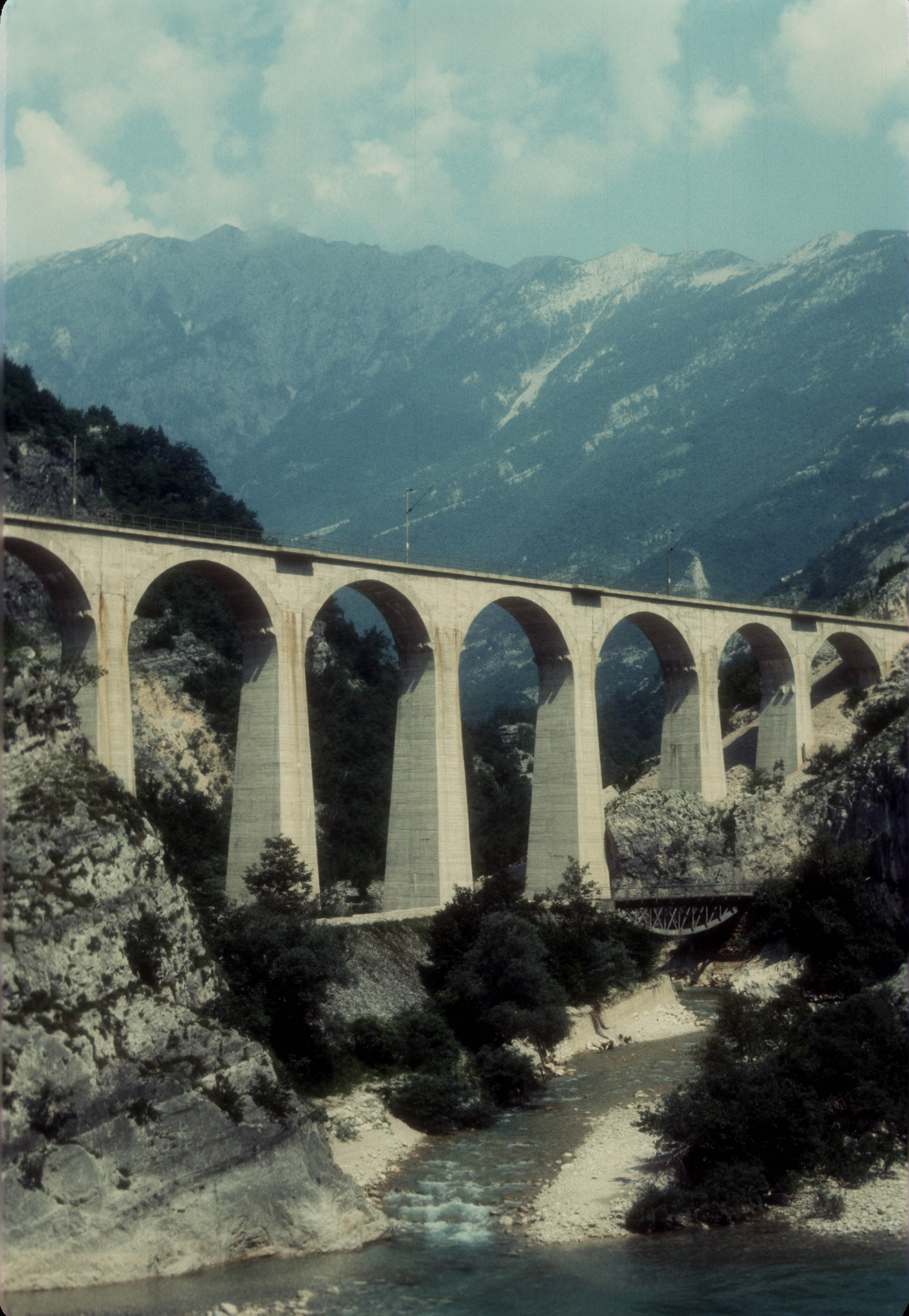
Normalspurige Eisenbahnbrücke an der Mündung der Diva Grabovica in die Neretva. Unten ist die alte Schmalspurbrücke zu erkennen.
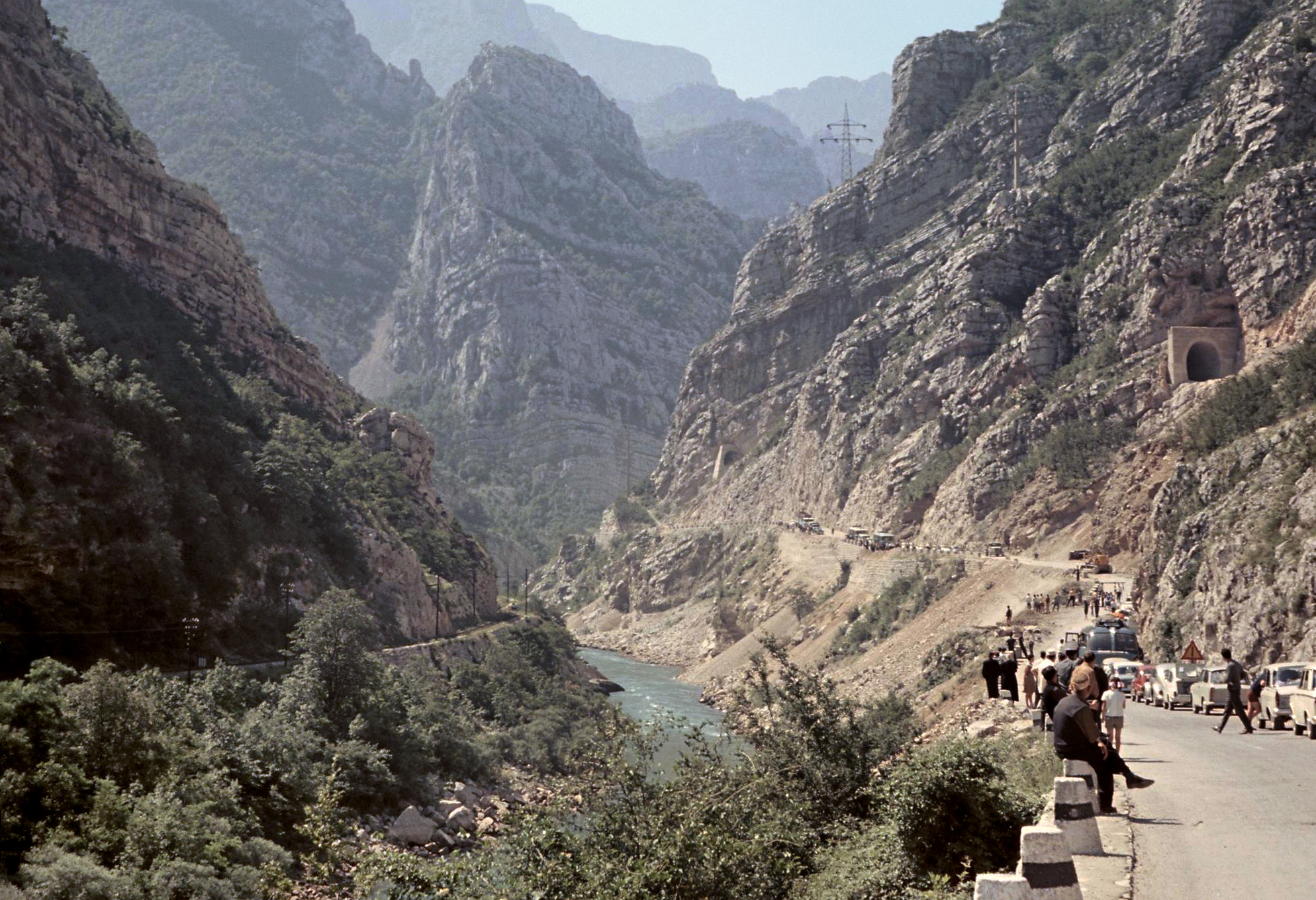
In der Neretva-Schlucht unterhalb von Jablanica, ein Jahr nach der Einstellung der Schmalspurbahn
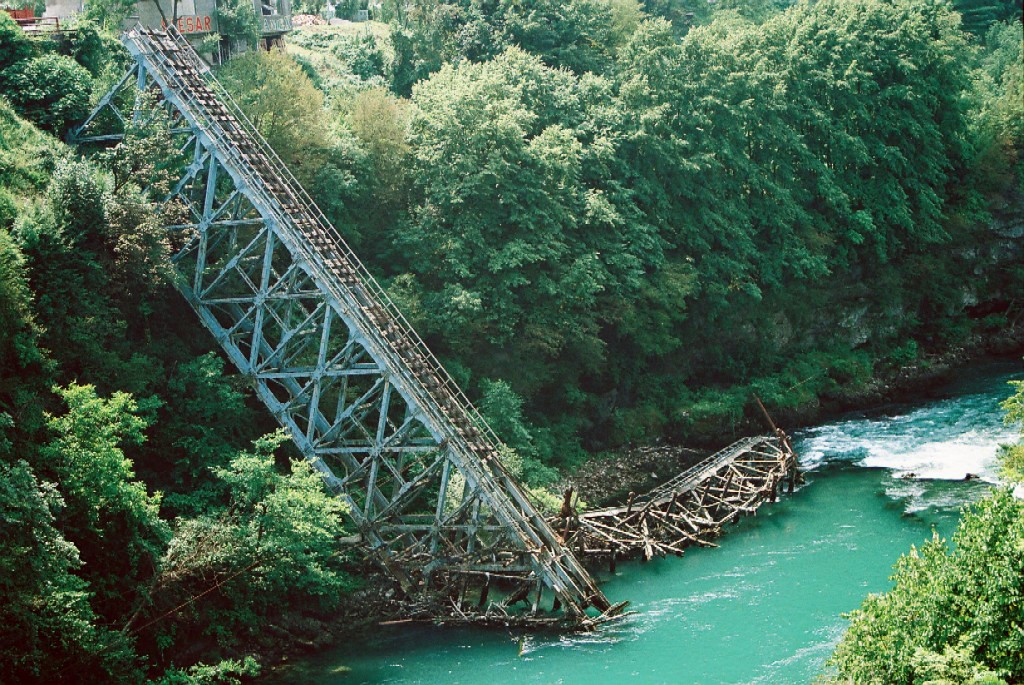
Die Neretvabrücke bei Jablanica wurde nach Stilllegung der Schmalspurbahn im Zuge der Filmarbeiten für Die Schlacht an der Neretva zerstört.
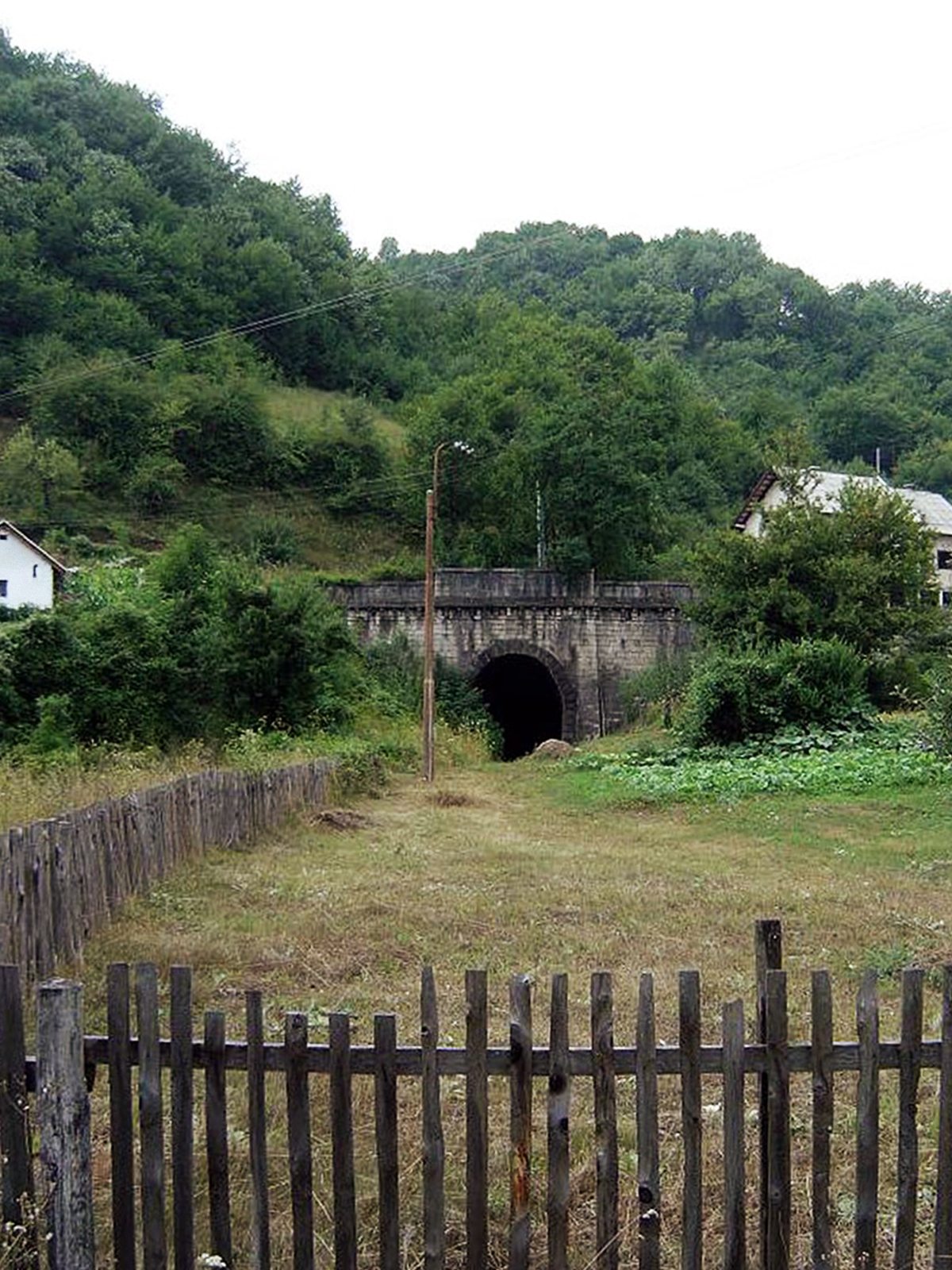
Das erste Portal des neuen Ivan-Tunnels in Bradina für die Schmalspurbahn
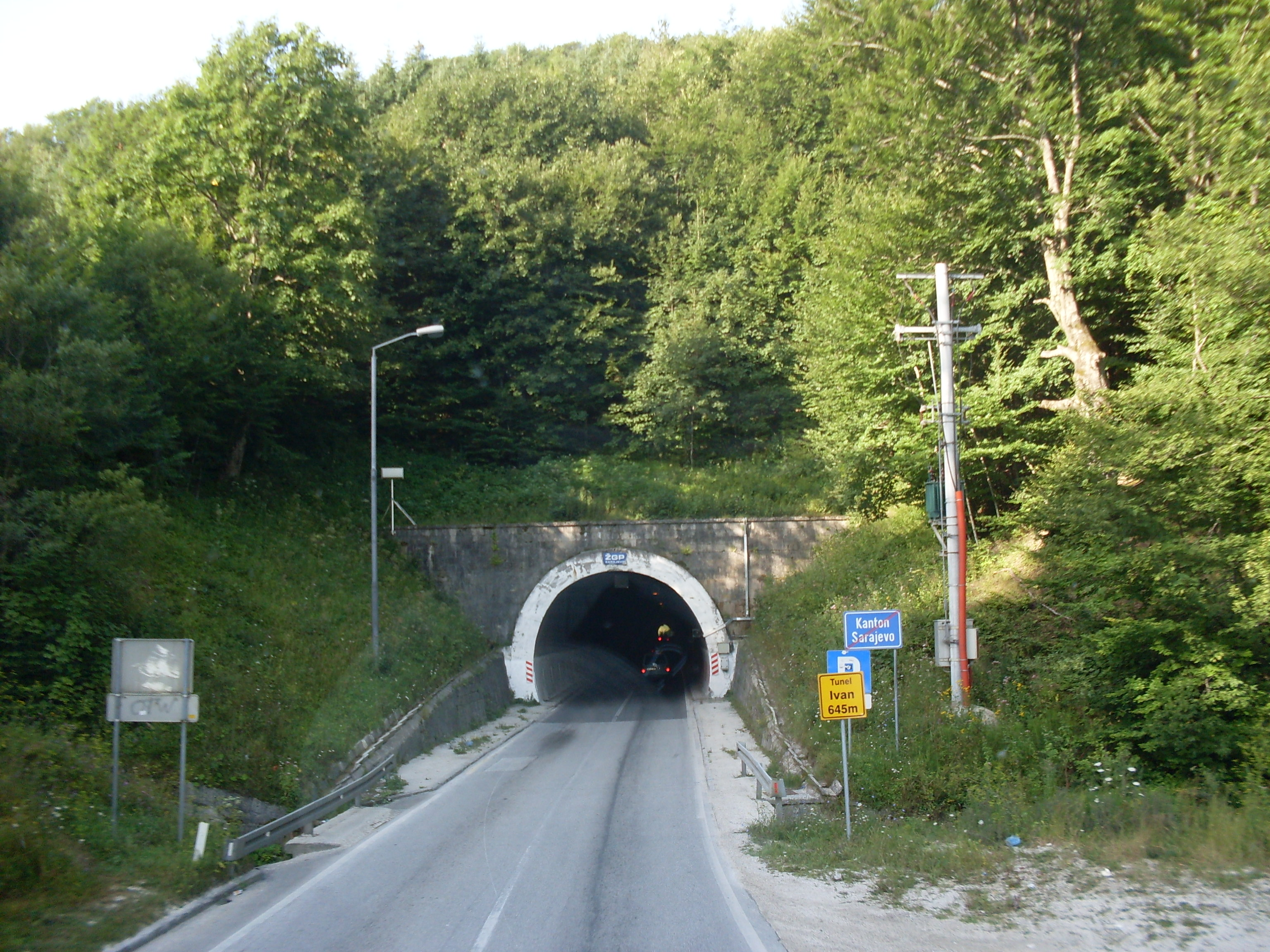
Der erste Ivan-Tunnel dient heute als Teilstück der M17 dem Straßenverkehr.

## Videolinks
1. ↑  Pruga širokog kolosjeka (Film über die letzten Jahre des Dampfbetriebs). Abgerufen am 27. November 2023.
2. ↑  Schmalspurdampf im bosnischen Gebirge. Abgerufen am 21. November 2023.
3. ↑  Hidroelektrana Jablanica (u. a. Transport eines Generatorteils auf der Schmalspurbahn). Abgerufen am 27. November 2023.

- Rangieren in Sarajevo Schwarz-weiß-Schmalfilm 1965 (Kloselok 189-013).
- Strecke Sarajevo – Hum – Dubrovnik Farbschmalfilm 1962 (englisch).
- Strecke Sarajevo – Ivan-Pass – Neretva – Dubrovnik Schwarz-weiß-Schmalfilm 1965.
- Strecke Dubrovnik – Gabela Farbschmalfilm 1967 (Dieseltriebwagen JZ 802).